# Fălești
Fălești (în rusă Фалешты, transliterat: Faleștî) este un oraș din Republica Moldova, reședință a raionului Fălești, situat la o distanță de 127 km de Chișinău.

## Nume

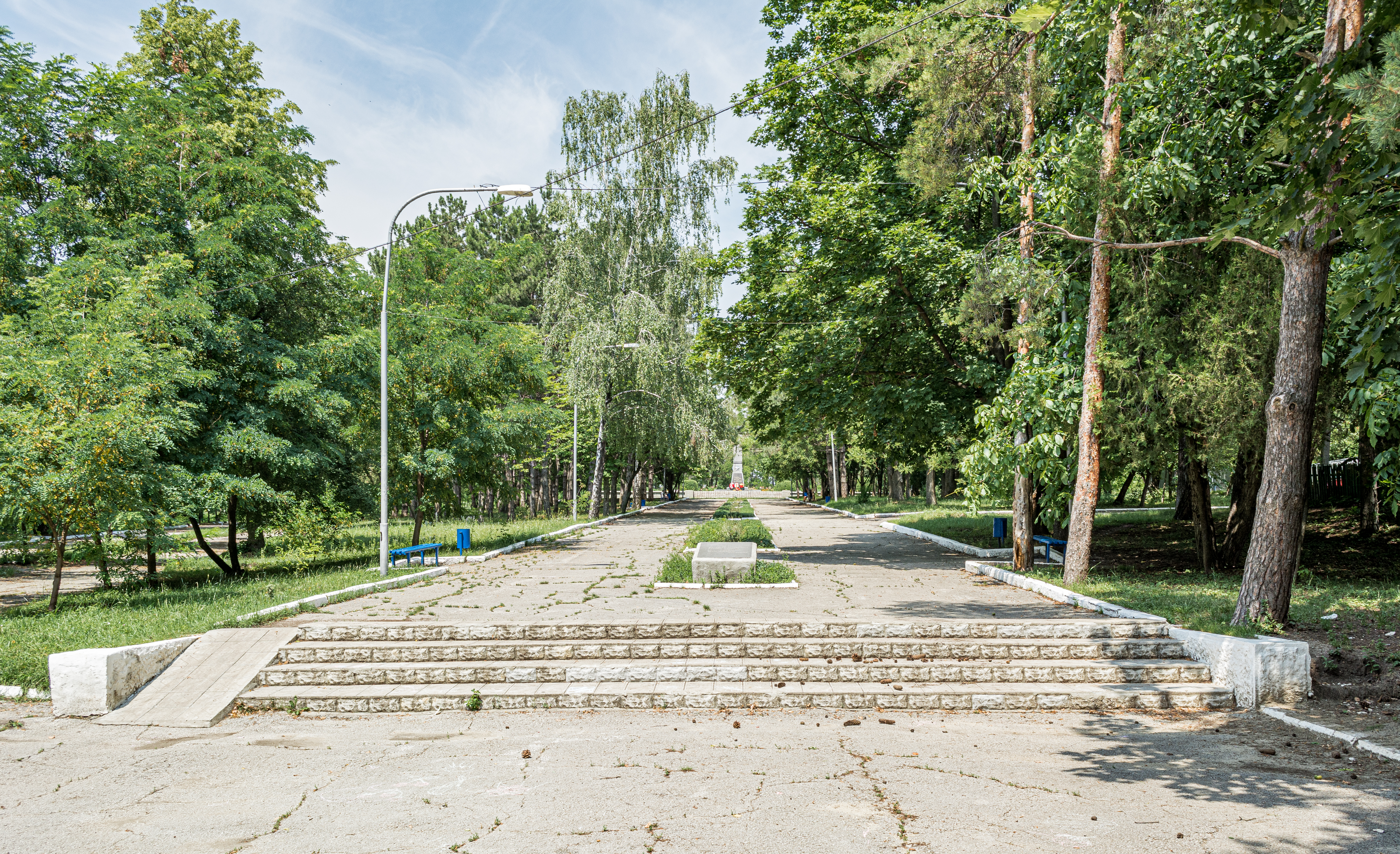
Parcul orășenesc

Toponimul provine din cuvântul „fală”, însemnând în Evul Mediu „slavă”.

## Geografie
Suprafața totală a fondului funciar din Fălești este de 2.642 ha, dintre care terenul intravilan ocupă 516 ha. Cea mai mare pondere o dețin terenurile cu destinație agricolă – 1.189 ha sau 44% din total. Acest indicator corespunde localităților urbane medii cu un grad de urbanizare relativ înalt. Bonitatea medie a terenurilor cu destinație agricolă este de 67. Deținătorii de teren agricol au în medie câte 1,4 ha. Pe teritoriul orașului sunt două iazuri cu o suprafață totală de 48 ha. Se află în cursul râului Șovățul de Jos. Orașul Fălești este împărțit în 3 sectoare componente: Centrul (10.191 locuitori), Gara feroviară (4.514 locuitori) și Fabrica de Zahăr (2.021 locuitori).

## Istorie
Istoria orașului Fălești începe pe vremea voievodatului Moldovei. Conform istoricului Vladimir Nicu, localitatea Fălești este pomenită pentru prima dată într-un document din 1429 când domnitorul Moldovei Alexandru cel Bun confirmă unui vornic dreptul de a stăpâni un șir de sate printre care locul de „pe Suhoverhul unde este Ioan lui Filea”. Totuși, unele investigații demonstrează că de la expresia „unde este Ioan lui Filea” a pornit satul Fileuți, în prezent Hiliuți, atestat cu acest nume încă la 1575. Astfel, anul 1429 nu poate fi considerat ca prima atestare documentară a orașului Fălești.
Prima atestare certă a localității Fălești (Folești) datează din anul 1614:
„Iată dar eu, Nicoară ușerel din satul Bobleteci și sora mea, Stanca, și toți fiii Buscăi și Odochia, fiica Agafiei și Marco vistiernicel, fiul Nastei, nepotul Vărvarei și fratele lui, Pântea și Vasile, fratele lui și sora lui, Anisia, toți nepoții lui Nicoară, înșine mărturisim cu acest zapis al nostru că am vândut dreapta noastră ocină și dedină ce am avut, a patra parte, partea din sus, din a patra parte din satul Mădârjeci, ce este în ținutul Cârliatura, și deasemeni a patra parte din a patra parte din Văleșeni și cu poiană la Micodim pe Sacovăț.

...

Și la tocmeala noastră s'au întâmplat oameni buni, Bobletec vătah din Bobleteci, și în casa lui a fost tocmeala, și de asemeni s'au întâmplat oameni buni: popa Buțurca tot din Bobleteci și Frățior păhărnicel de acolo și Mihail vistiernicel tot de acolo și Ionașco diacul din Folești și Donici fiul lui Bobleteci.

La anul 7122 <1614> Februarie 2.”
În 1797 se judecă cu mănăstirea din pricina Făleștilor Iordache Balș, ai cărui urmași au stăpânit mai târziu multă vreme moșia. Există în oraș o biserică din piatră în anul 1795 cu hramul Sfântul Nicolae, fiind în componența Episcopiei Hușilor.

### Regimul țarist

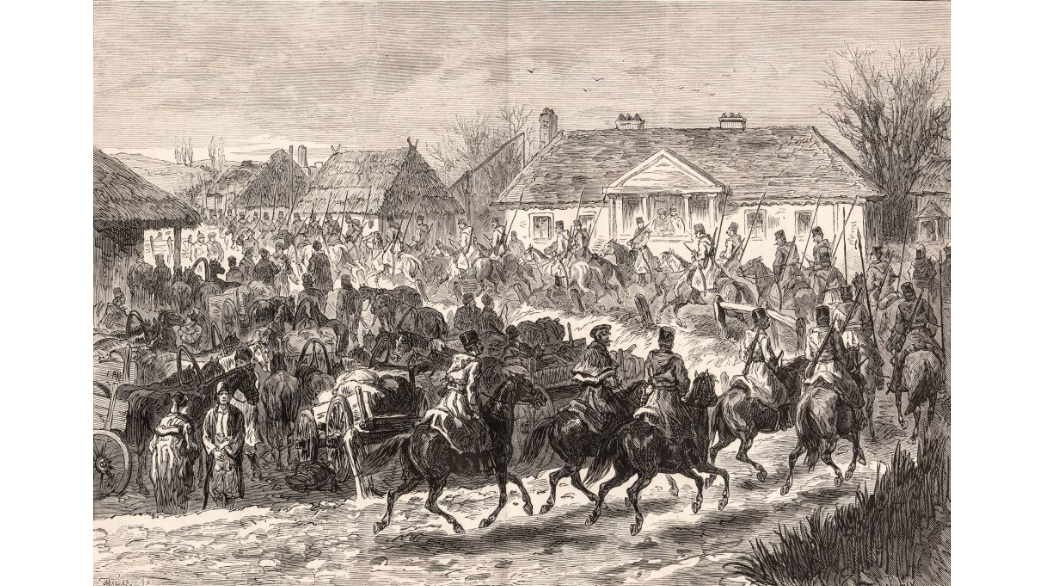
Cazacii de pe Don în Fălești, în timpul războiului ruso-turc din 1877–78.

În urma Războiului Ruso-Turc și după încheierea tratatului de pace de la București din luna mai 1812, teritoriul dintre Prut și Nistru, mai târziu numit Basarabia, a fost cedat Imperiului Rus. După aceste evenimente imperiul Rus a efectuat un recensământ în 1817 pe acest teritoriu, a localităților și moșiilor (cui aparțineau), a bisericilor (starea lor) și a populației. Localitățile au fost clasificate in trei categorii: bogați, mijlocași și săraci. Despre „Târgul Foleștii”, din ocolul Câmpului, ținutul Iași, este scris că avea: 4 preoți; 2 vădane de preoți; 3 dascăli; 1 pălămari; 1 diacon; 4 gospodării de mazili; 1 gospodărie de ruptași; 32 de burlaci și 111 gospodarii de săraci – în total 164 de bărbați și 2 femei. Moșia aparținea marelui „camerghiner” Ioan Balși. Sub Nr. 14 este înregistrată Mahalaua Foleștii cu 141 gospodării, 3 vădane, 15 burlaci, în total 156 bărbați și 3 femei. În acest număr au intrat și 11 cioclii. Moșia tot aparține domniei sale Ioan Balș. Pământuri arabile, fânețe și pășune sunt îndeajuns, mai sunt 4 livezi și un iaz pentru adăpatul vitelor.

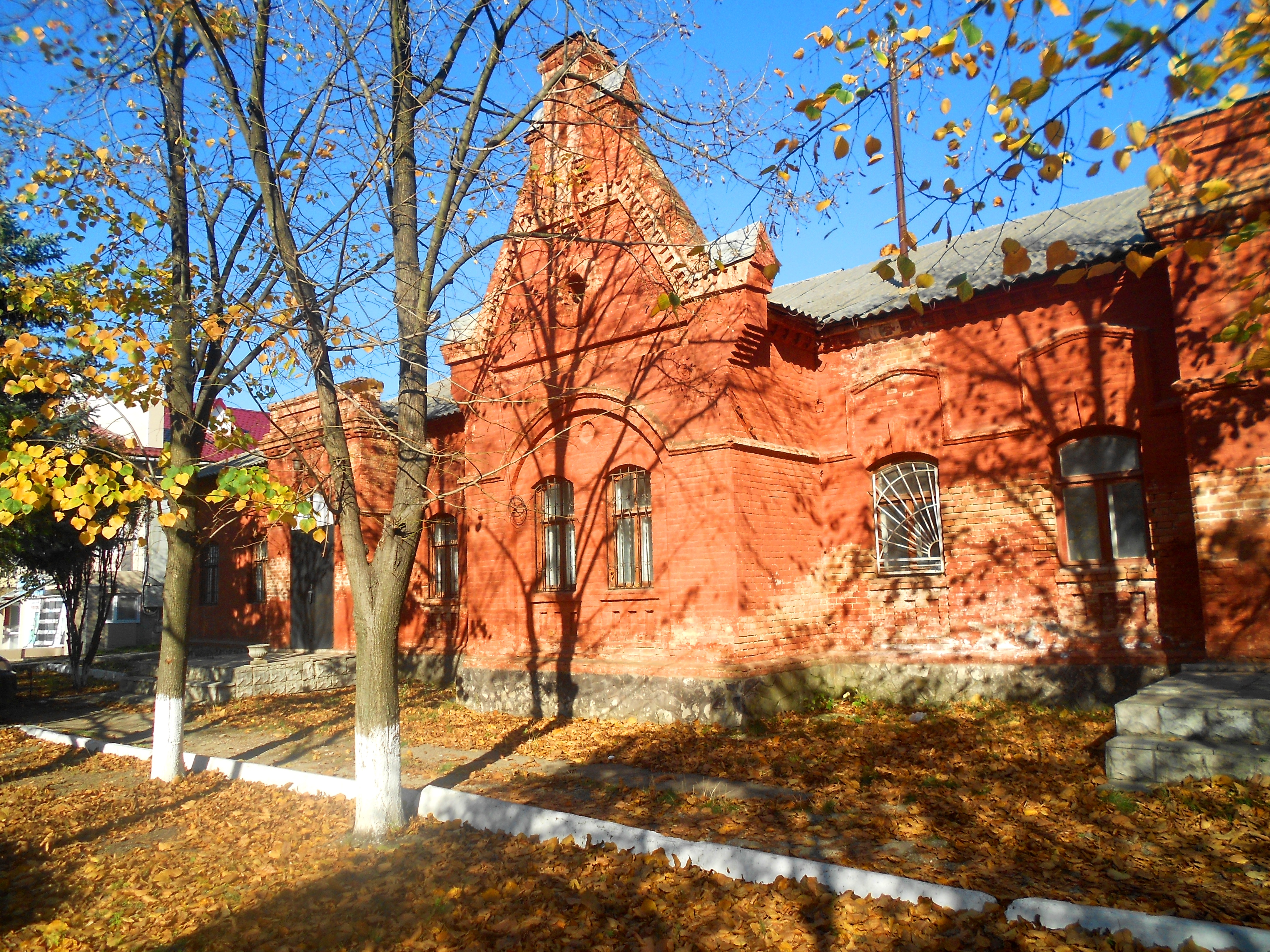
Clădirea școlii primare din perioada țaristă, construită în 1890.

În 1842 se deschide o școală parohială, în 1871 – un dispensar. Proprietatea pământului era inegal împărțită: astfel la sfârșitul sec. al XIX-lea moșierul Nicopul posedă 3.284 desetine, pe când restul populației – doar 580. Apar și gospodării țărănești, argați. 
În 1855, populația târgului Fălești era alcătuită din 1297 de români moldoveni, 2491 evrei, 59 ruteni și 9 persoane de alte naționalități. Pe la mijlocul sec. al XIX-lea în Fălești trăiau 97 de negustori, 14 meseriași, 4 preoți, 6 diaconi, trăind în 111 gospodării. Ceva mai târziu încep să funcționeze o întreprindere industrială pentru producerea lumânărilor, o cărămidărie, câteva pielării. 
În perioada țaristă era centrul administrativ al volostei cu același nume. În 1902, Zamfri Abrore Dicționarul geografic al Basarabiei Fălești, târgușor așezat în valea Șovățul de Jos. Prin târgușor trece șoseaua Bălți-Sculeni; o altă șosea îl leagă cu valea Prutului, iar două drumuri vecine cu Cornești și Zahaicani. Este centrul volostei cu același nume. Are 803 case, cu o populație de 3993 suflete, din cari 870 evrei; o biserică, cu hramul Sf. Nicolae; trei case de rugăciuni evreiești; spital; 2 scoale elementare rusești. Țăranii români posedă pământ de împroprietărire 580 deseatini. Proprietarul Nicopulo are 3281 deseatini. Sunt vii și grădini cu pomi.

### În componența României

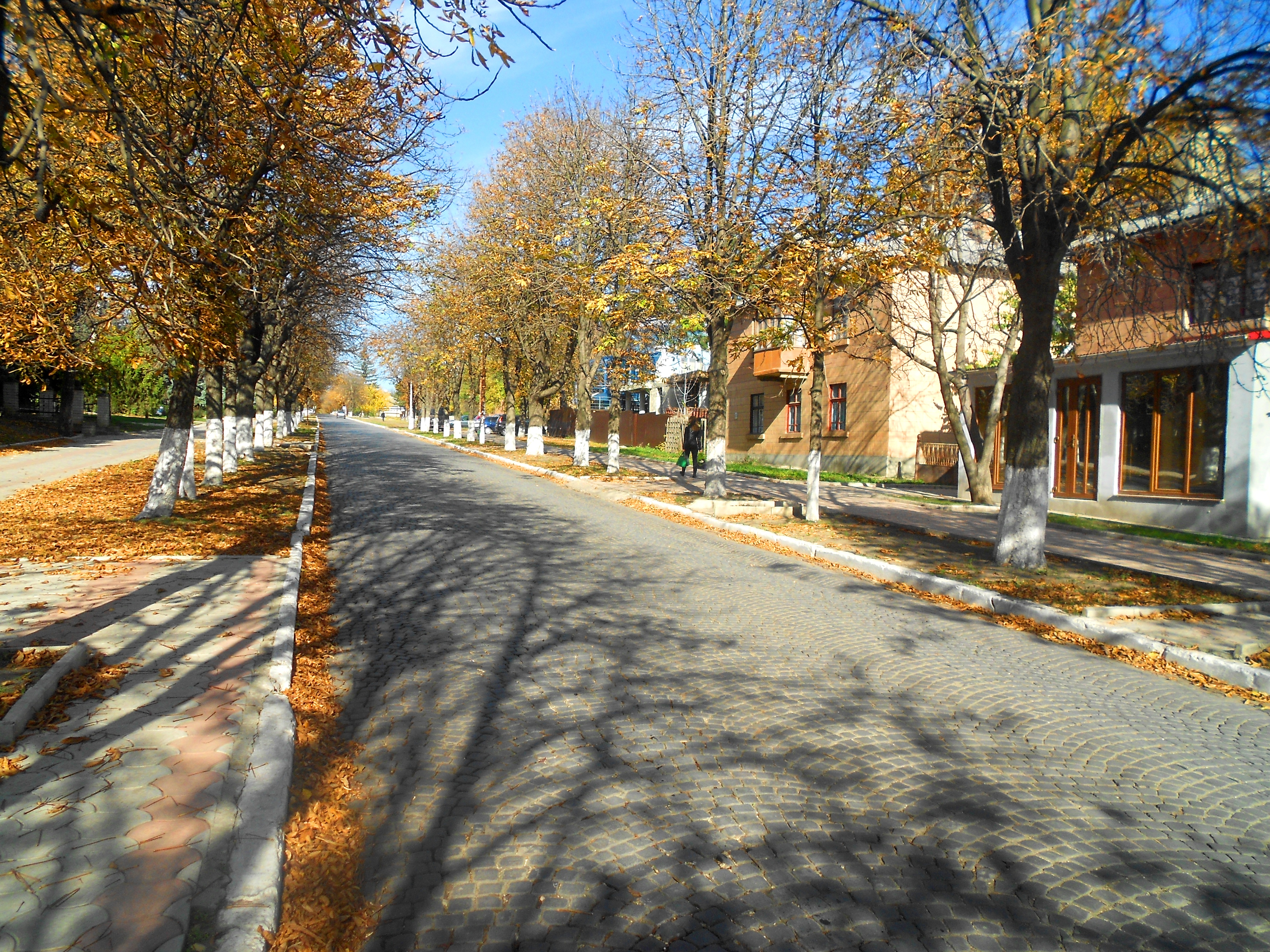
Strada Ștefan cel Mare

În septembrie 1922, Instituția română „Casa Noastră”, autorizată în implementarea reformei agrare în Basarabia, a împroprietărit pe 623 de țărani cu 3017 ha de pământ arabil expropriat de la moșieri.
Dicționarul statistic al Basarabiei publicat 1923 conține repere geografice din preajma locului: dealul Foleștii; lacurile (iazuri): Franțuzului, Odaia, Călugaru, Sângerei, Ciobanilor, Răchitna, Buharul, Făleștii Noi, Stiloș și Vlas, pârâul Șovățul de Jos. La începutul perioadei de după unire, în Fălești se aflau primăria, reședință de subprefectură și de voloste, secție și post de poliție, judecătorie rurală de ocol, circumscripție de percepere, poștă de cai de zemstvă (12 cai, 3 trăsuri), punct de telegraf și telefon. În prima decadă de după unire în Fălești funcționau o școală primară mixtă (de fete și băieți) și școală primară mixtă evreiască. În domeniul religios erau active un templu evreiesc și 7 case de rugăciuni evreiești. Serviciul sanitar era asigurat de spitalul de stat, medicul de plasă, moașa de circumscripție, medic veterinar, 1 farmacie. Activitatea economică era reprezentată de 2 mori de aburi, 2 mori de vânt, abator, stațiune de montă, 29 cârciumi. În domeniul financiar activau o bancă populară și  cooperativă agricolă „Înfrățirea”. În fiecare zi de joi se organiza târgul săptămânal.
Organizare administrativ-teritorială țaristă s-a menționat până în anul 1925, când a fost promulgată legea de unificare administrativ nr. 85, care a intrat în vigoare la 1 ianuarie 1926, conform căreia comuna rurală Fălești rămânea în componența județului Bălți, plasa Fălești. În anii `20 ai secolului XX, Fălești era centrul administrativ al comunei cu același nume, care includea satele Călugar, Fălești, Făleștii-Noui, Gheorghieni, Hâtrești, Ilineuca, Pânzareni, Socii-Noui, Socii-Vechi și Valea-Pânzareni.
Structura etnică a populației, 1930
     Români (40,4%)
     Evrei (51,6%)
     Ruși (5,9%)
     Polonezi (0,6%)
     Alte etnii (1,5%)
În luna decembrie 1930 autoritățile române realizează un recensământ general în care în Fălești sunt numărați 6278 locuitori, inclusiv 2536 români, un ungur, 19 germani, 373 ruși, 22 ucraineni și ruteni, un iugoslav, un bulgar, 36 polonezi, 3263 evrei, 4 greci, 18 țigani 18 și alții 14 persoane. În calitate de limbă maternă, 2455 din locuitori au declarat limba română, limba germană - 17 pers.; limba rusă - 514 pers.; limba ucraineană - 18 pers.; limba poloneză - 18 pers., limba idiș - 3251 pers.; limba greacă - 1 pers., nedeclarată - 4 persoane.
În anul 1938 activitatea economică a orașului Fălești era reprezentată de comerțul cu cereale, fructe și producție animalieră, în domeniul industriei activau câteva mori, fabrici de săpun, ateliere mecanice. În sfera financiară era activă banca populară „Credința”. În același an, funcționau 3 școli primare. Cultura era promovată de de căminul cultural „Regina Maria”, 1 cinematograf, 1 societate de vânătoare, 1 biserica ortodoxă și 1 sinagoga. Medicina era asigurată de spital de stat.

### Prima ocupația sovietică
La 30 iunie 1940 (pentru timp de un an), apoi din nou la 26 martie 1944, trupele sovietice au intrat în oraș. 

### Anii celui de-al doilea război mondial
Între anii 1941-1944 orașul Fălești a continuat să fie centru administrativ al Plasei Fălești, județul Bălți. Majoritatea evreilor rămași în oraș au fost deportați în Transnistria, sub motivul că ar fi susținut invazia sovietică (de fapt, cei care o susținuseră fugiseră). La recensământul din anul 1941 au fost înregistrați 4869 de locuitori și 1286 clădiri, la Gara Fălești - 83 clădiri și 331 locuitori.

### Perioada sovietică

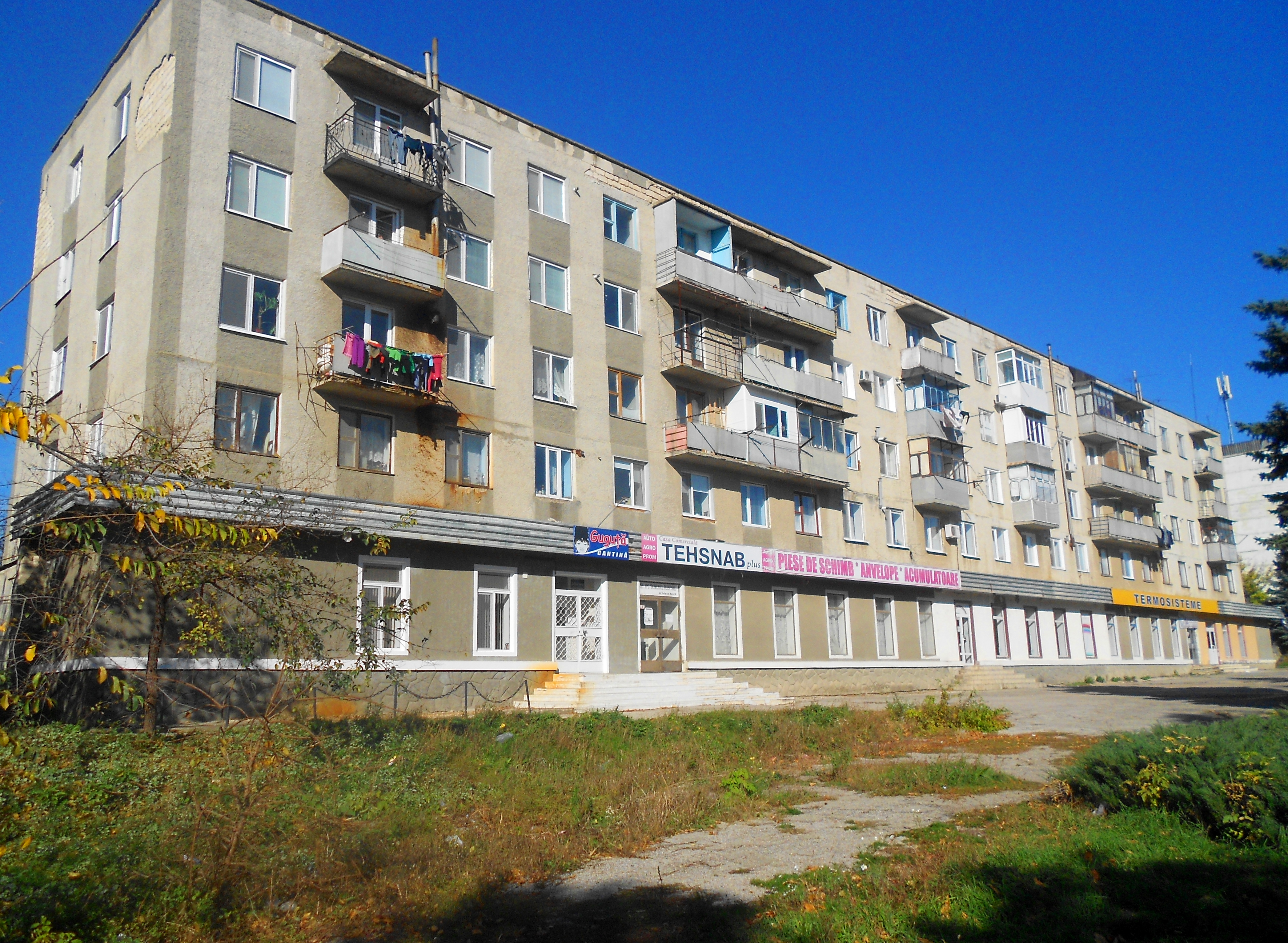
Bloc locativ specific perioadei sovietice

Colaboratorii NKVD au epurat foștii slujbași ai administrației românești, negustorii, așa-zișii „chiaburi”, popii, credincioșii cei mai de vază ș.a.m.d., peste 500 de persoane în total. Astfel, după război, Făleștii, ca multe alte orășele și sate din Republica Moldova, și-au pierdut circa un sfert din populația antebelică, multe case și prăvălii, precum și lăcașurile de cult, acestea fiind jefuite și incendiate.
Administrația sovietică a inițiat construcția fabricilor de zahăr, de vinuri, de nutrețuri combinate, de fermentare a tutunului, de pâine, de deservire socială, cât și o secție a asociației „Lapte” din Bălți. În anii 1970, în Fălești activa asociația raională „Moldselhoztehnica”, asociația de colectări „Moldpolovoșiprom”, o întreprindere de colectare a cerealelor, o coloană mobilă mecanizată, asociația agricolă de construcții, o secție de reparație și construcție. La Fălești se afla sediul colhozului „Calea lui Lenin”. În 1975 producția globală a constituit 3,7 mln ruble; producția realizată 4,3 mln ruble, inclusiv culturi tehnice 1.115 mii ruble, creșterea animalelor 1.479 mii ruble, viticultura și pomicultura 431 mii ruble, culturi cerealiere 823 mii ruble, culturi legumicole 153 mii ruble. Venitul net a constituit 1,0 mln ruble. Gospodăria dispunea de 91 tractoare, 34 combine, 28 autocamioane.

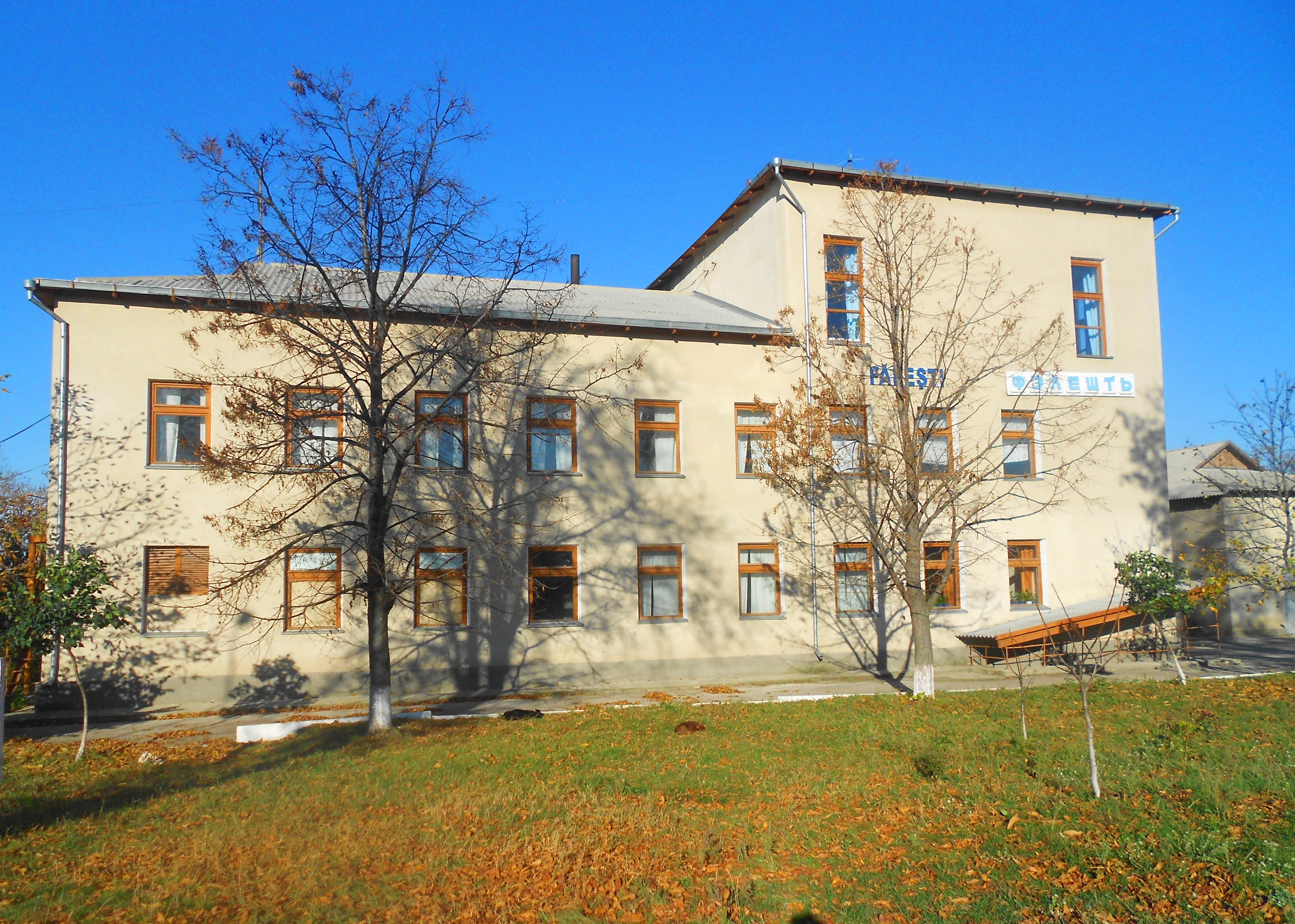
Gara feroviară

În sfera educației funcționau 4 școli medii (inclusiv o școală-internat), o școală de 8 ani, o școală profesional-tehnică, o școală de muzică, o școală de arte plastice, o școală sportivă și 7 creșe-grădinițe. De asemenea, existau 2 case de cultură, un club cu instalație pentru proiectarea filmelor și 3 biblioteci. Ocrotirea sănătății în anii 1970-'80 era asigurată de spitalul raional cu 520 de paturi, o policlinică, 2 puncte medicale și 3 farmacii. Domeniul comerțului era reprezentat de magazin universal, magazine de mărfuri gospodărești și de produse alimentare, piață locală. În Fălești se mai aflau un hotel, un restaurant, 4 ospătării și câteva cafenele.

### Moldova independentă
În războiul pentru apărarea integrității teritoriale și a independenței Republicii Moldova din 1992 și-au pierdut viața făleștenii Căruntu Grigore (n. 29 octombrie 1964) decedat  la 27 mai 1992 în Cocieri; Orbu Eugeniu (n. 28 octombrie 1972, Călinești)  decedat la 2 iulie 1992 în Tighina; Tataru Anatolie (n. 25 iulie 1969, Risipeni) la 13 iulie 1992 în Tighina.
În 1995 Făleștiul s-a înfrățit cu orașul Botoșani din România, drept consecință în oraș funcționează o filială de carte românească. De asemenea, orașul are relații de înfrățire cu localitatea Herța din Ucraina.
Unul din locurile istorice în orașul Fălești este actuala stradă „Ștefan cel Mare”. Pe vremea voievodatului Moldovei pe aici trecea „Calea Mare”, botezată pe vremea imperiului Rus „Țarska ulița” – strada Țarului. Pe vremea Regatului României a fost numită „Strada Regală”, dar în 1938-1939 primpretorul Stegărescu modernizează artera în 2 ani, acum numită „Ferdinand I”, unde a fost concentrată viața comercială a târgului Fălești: manufacturi, galanterie, alimentare, întreprinderi de confecții, cizmării, tâmplării. Clădirea actualei Case de Creație a Copiilor a fost construită de asemenea sub conducerea primpretorului Stegărescu.

## Stemă și drapel

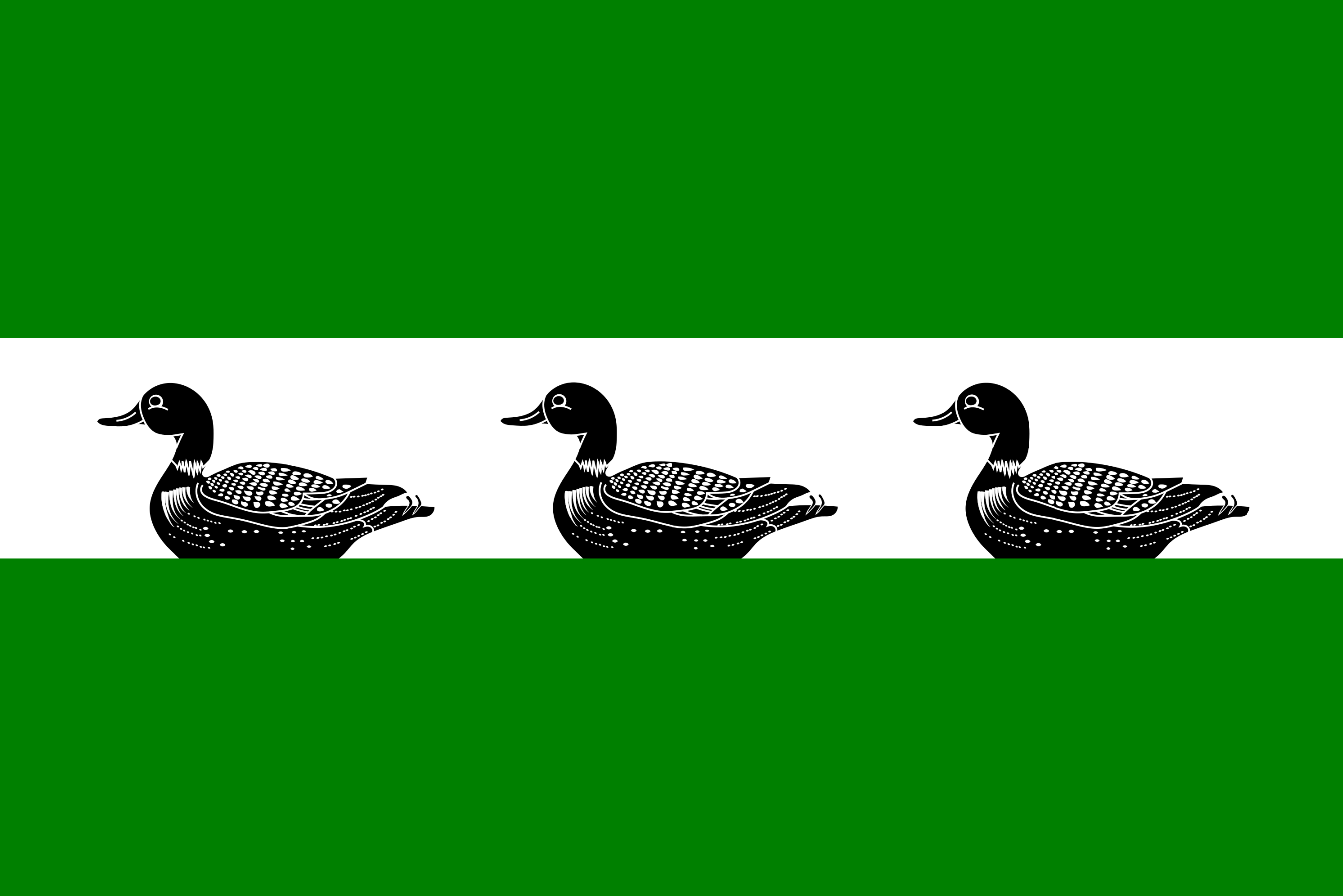
Drapel

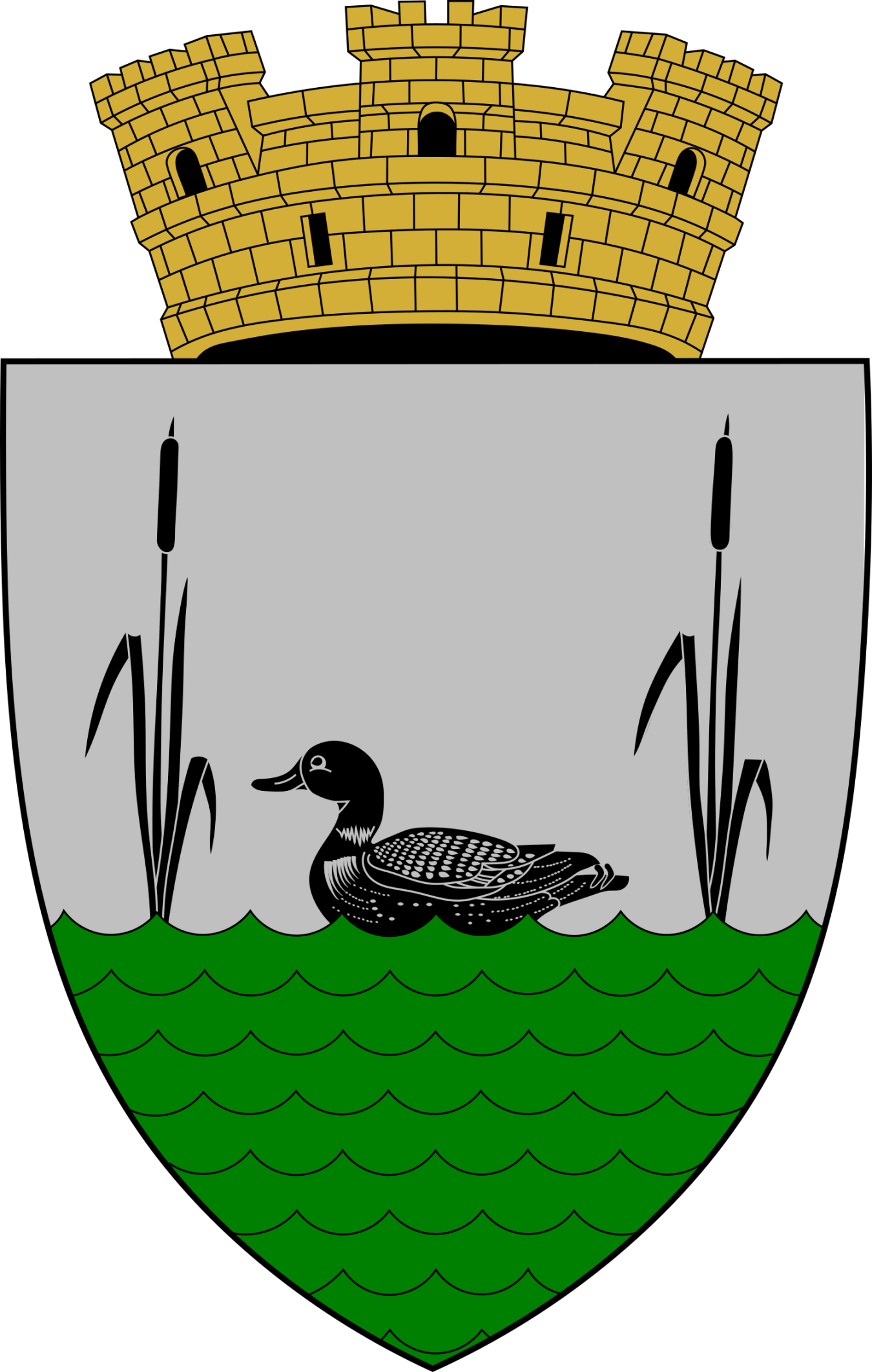
Stema actuală

Prima stemă a orașului Fălești a fost aprobată prin decretul regelui Carol al II-lea nr. 2053 din 10 septembrie 1936, publicat în Monitorul Oficial al României, având descrierea:
Pe scut de argint un rățoi negru, plutind spre dreapta de valuri verzi între două fire de papură neagră. Scutul timbrat cu o coroană murală de argint cu trei tunuri. Simbolizează bogăția în vânat a zonei.
La solicitarea Consiliului orășenesc Fălești în 2010 Comisia națională de Heraldică a Republicii Moldova a aprobat stema actuală a orașului, reluând-o pe cea din 1936 cu unele ajustări cu următoarea descriere:
În câmp argintiu, un rățoi negru, plutind spre dextra pe valuri verzi, flancat de două fire de papură negre. Scutul timbrat cu o coroană murală de aur cu trei tunuri.
Drapelul reprezintă o pânză dreptunghiulară verde (2:3), cu un brâu orizontal alb pe mijloc (1/4 h), încărcat cu trei rățoi negri plutind într-un rând spre hampă pe linia marginii de jos a brâului.
Însemnele heraldice simbolizează bogăția de vânat de cândva a localității, coroana murală arată statul de oraș-reședință de raion.

## Demografie

### Dinamica populației
La recensământul din 2004 au fost înregistrați 14.848 de locuitori: 7.058 bărbați și 7.790 femei. Populația este în scădere. La recensământul din anul 1989 orașul avea 19.200 de locuitori. Calculele populației pentru anul 2006 arată 13.898 de locuitori.
Fălești - evoluția demografică

|  | Graficele sunt indisponibile din cauza unor probleme tehnice. Mai multe informații se găsesc la Phabricator și la wiki-ul MediaWiki. |

Date: Recensăminte sau birourile de statistică - grafică realizată de Wikipedia

### Structura etnică
| Componența etnică (2004) | Componența etnică (2004) | Componența etnică (2004) | Componența etnică (2004) | Componența etnică (2004) |
| ------------------------ | ------------------------ | ------------------------ | ------------------------ | ------------------------ |
|                          |                          |                          |                          |                          |
| Români                   | Români                   |                          | 74.09%                   | 74.09%                   |
| Ucraineni                | Ucraineni                |                          | 16.33%                   | 16.33%                   |
| Ruși                     | Ruși                     |                          | 8.54%                    | 8.54%                    |
| Alții                    | Alții                    |                          | 1.05%                    | 1.05%                    |

Românii constituie 10.994 din numărul total de locuitori ai orașului. Dintre alte etnii mai locuiesc 2.438 de ucraineni, 1.276 de ruși, 17 bulgari, 5 găgăuzi și 123 de persoane de alte naționalități. Deși comunitatea romilor este destul de numeroasă, datele respective nu indică și numărul acestora.
Structura etnică a orașului conform recensământului populației din 2004:
| Grup etnic | Populație | % Procentaj |
| ---------- | --------- | ----------- |
| Români     | 11,063    | 74.09%      |
| Ucraineni  | 2,438     | 16.33%      |
| Ruși       | 1,276     | 8.54%       |
| Țigani     | 52        | 0.35%       |
| Bulgari    | 17        | 0.11%       |
| Alții      | 85        |             |
| Total      | 14,931    | 100%        |

### Structura lingvistică

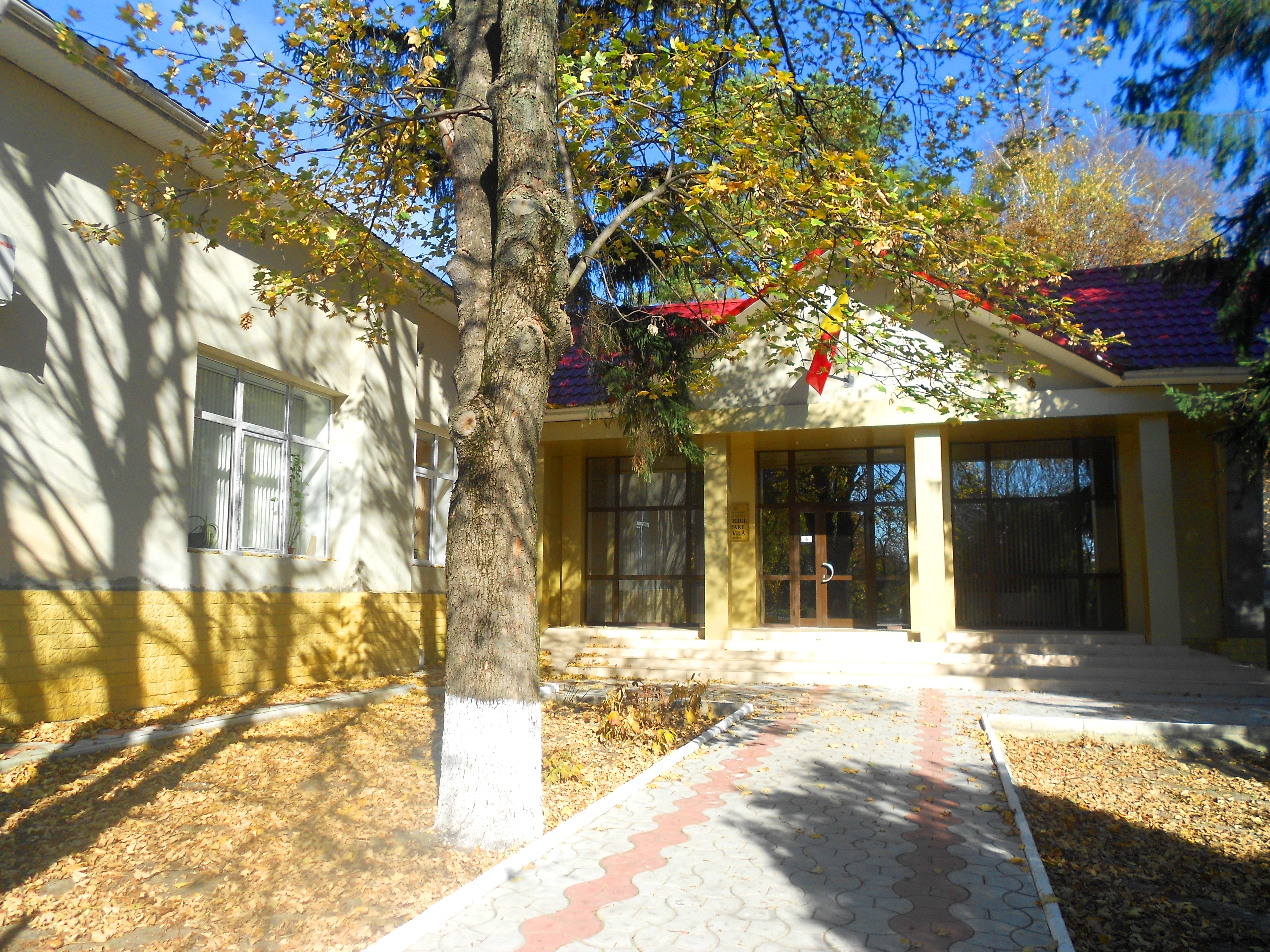
Oficiul Stării Civile

| Naționalitatea     | Nr.    | Limba maternă | Limba maternă | Limba maternă    | Limba maternă | Limba maternă | Limba maternă |
| Naționalitatea     | Nr.    | limba română  | limba rusă    | limba ucraineană | limba bulgară | limba găgăuză | Altă limbă    |
| ------------------ | ------ | ------------- | ------------- | ---------------- | ------------- | ------------- | ------------- |
| Români             | 11.063 | 10.725        | 321           | 12               | 0             | 0             | 5             |
| Ucraineni          | 2.438  | 84            | 779           | 1.574            | 0             | 0             | 1             |
| Ruși               | 1.276  | 16            | 1.255         | 5                | 0             | 0             | 0             |
| Bulgari            | 4      | 3             | 0             | 0                | 10            | 0             | 0             |
| Găgăuzi            | 5      | 2             | 2             | 0                | 0             | 1             | 0             |
| Alte naționalități | 132    | 12            | 49            | 3                |               |               | 68            |
| Total              | 14.931 | 10.843        | 2.409         | 1.594            | 1             | 10            | 74            |

     Limba română (74,5%)
     Limba rusă (22,1%)
     Limba ucraineană (2,1%)
     Altă limbă (1,3%)
| Naționalitatea     | Nr.    | Limba vorbită | Limba vorbită | Limba vorbită    | Limba vorbită |
| Naționalitatea     | Nr.    | limba română  | limba rusă    | limba ucraineană | Altă limbă    |
| ------------------ | ------ | ------------- | ------------- | ---------------- | ------------- |
| Români             | 11.063 | 10.288        | 745           | 27               | 3             |
| Ucraineni          | 2.438  | 191           | 1.489         | 757              | 1             |
| Ruși               | 1.276  | 42            | 1.231         | 3                | 0             |
| Bulgari            | 17     | 3             | 13            | 1                |               |
| Găgăuzi            | 5      | 1             | 5             | 0                | 0             |
| Alte naționalități | 132    | 35            | 70            | 2                | 25            |
| Total              | 14.931 | 10.560        | 3.552         | 790              | 29            |

### Religie
Comunitatea ortodoxă este reprezentată de cele patru biserici creștin-ortodoxe, amplasate în orașul Fălești, sectorul fabricii de zahăr și gara Fălești. Părintele Gheorghe Eșanu reprezintă Biserica Sf. Niculai ce aparține de Mitropolia Basarabiei, preotul Petru -  Soborul Arhanghelul Gavriil și Mihail, ce aparține Mitropoliei Moldovei. În oraș mai activează comunități ale diferitelor grupuri baptiste.
Lăcașuri de cult din oraș

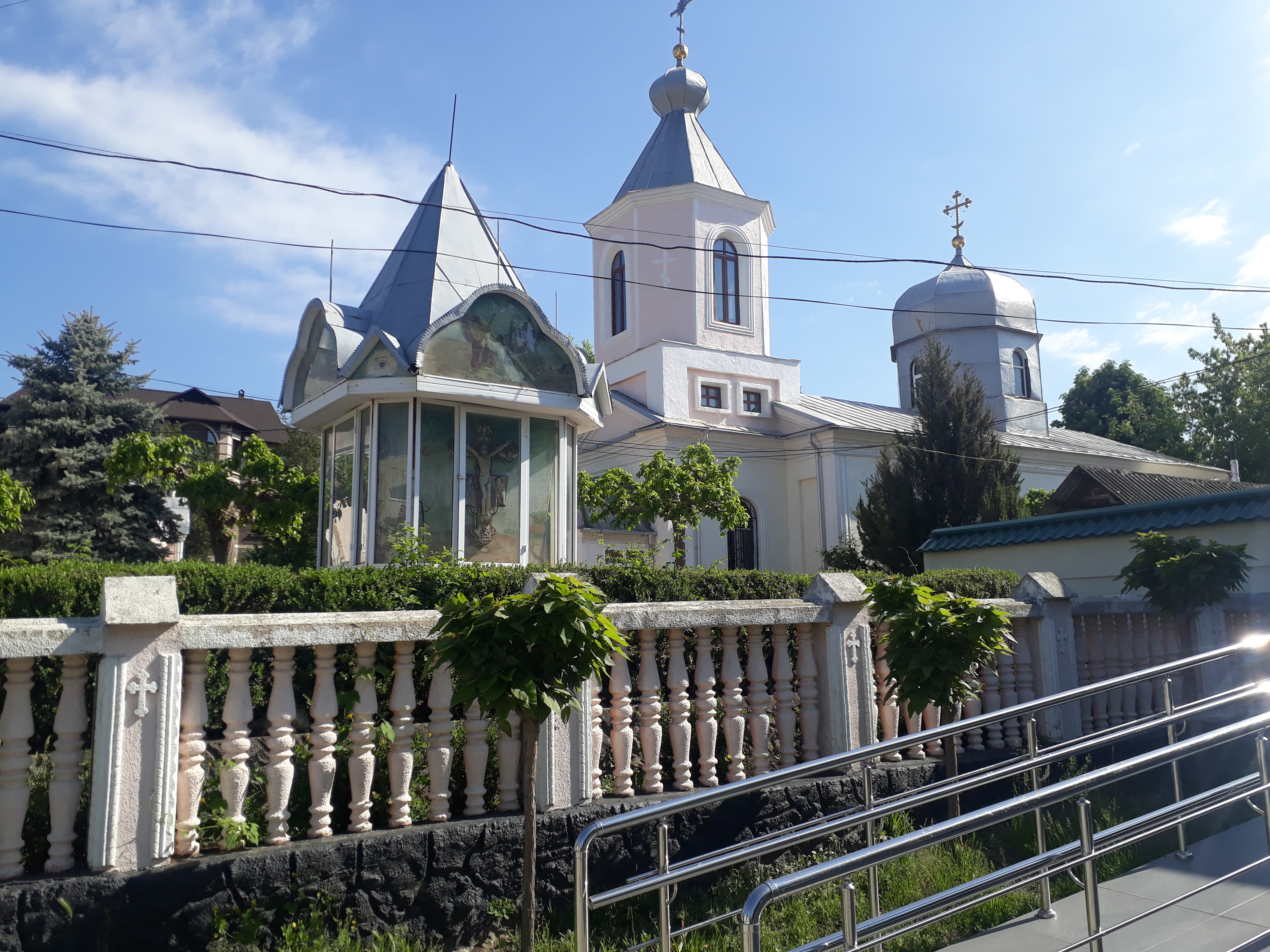
Biserica „Sfântul Nicolae”, monument ocrotit de stat.
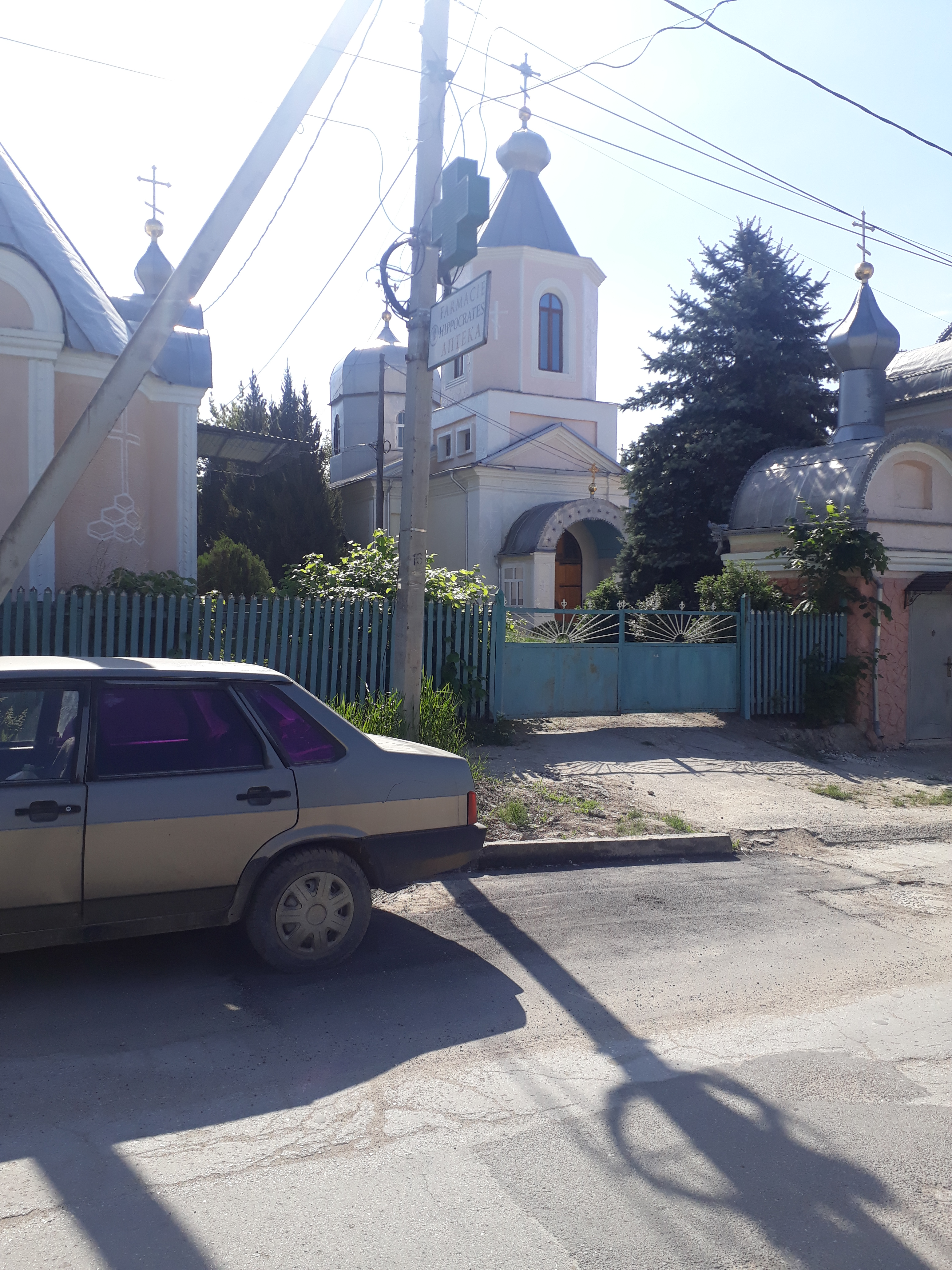
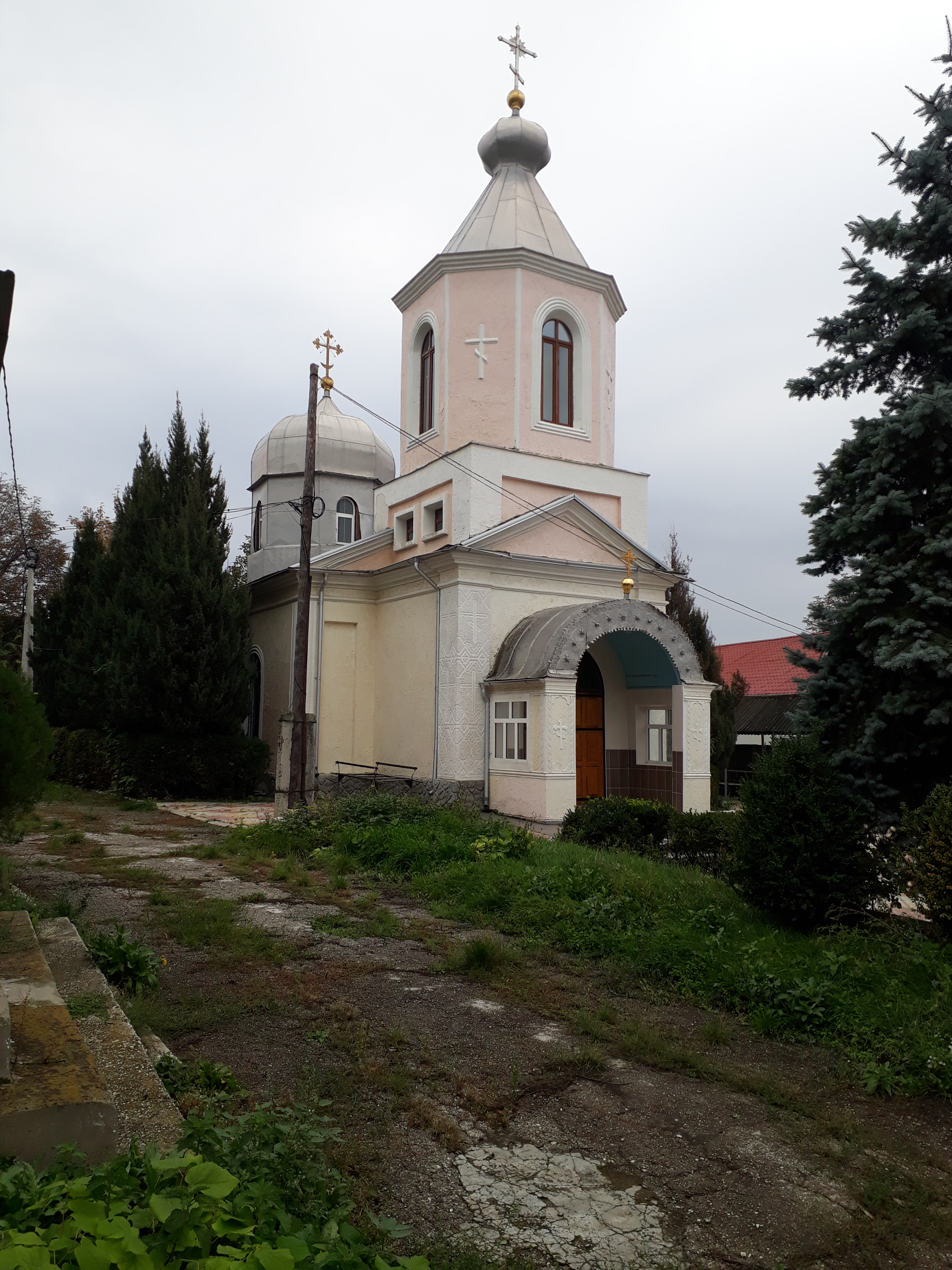

- Fișier:Fălești1.jpg
Clopotnița bisericii „Sfântul Petru și Pavel”.Clopotnița bisericii „Sfântul Petru și Pavel”.
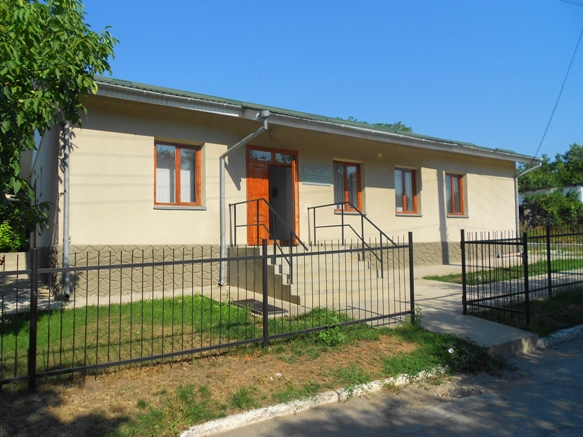
Sala Regatului martorilor lui Iehova din Fălești.

## Economie

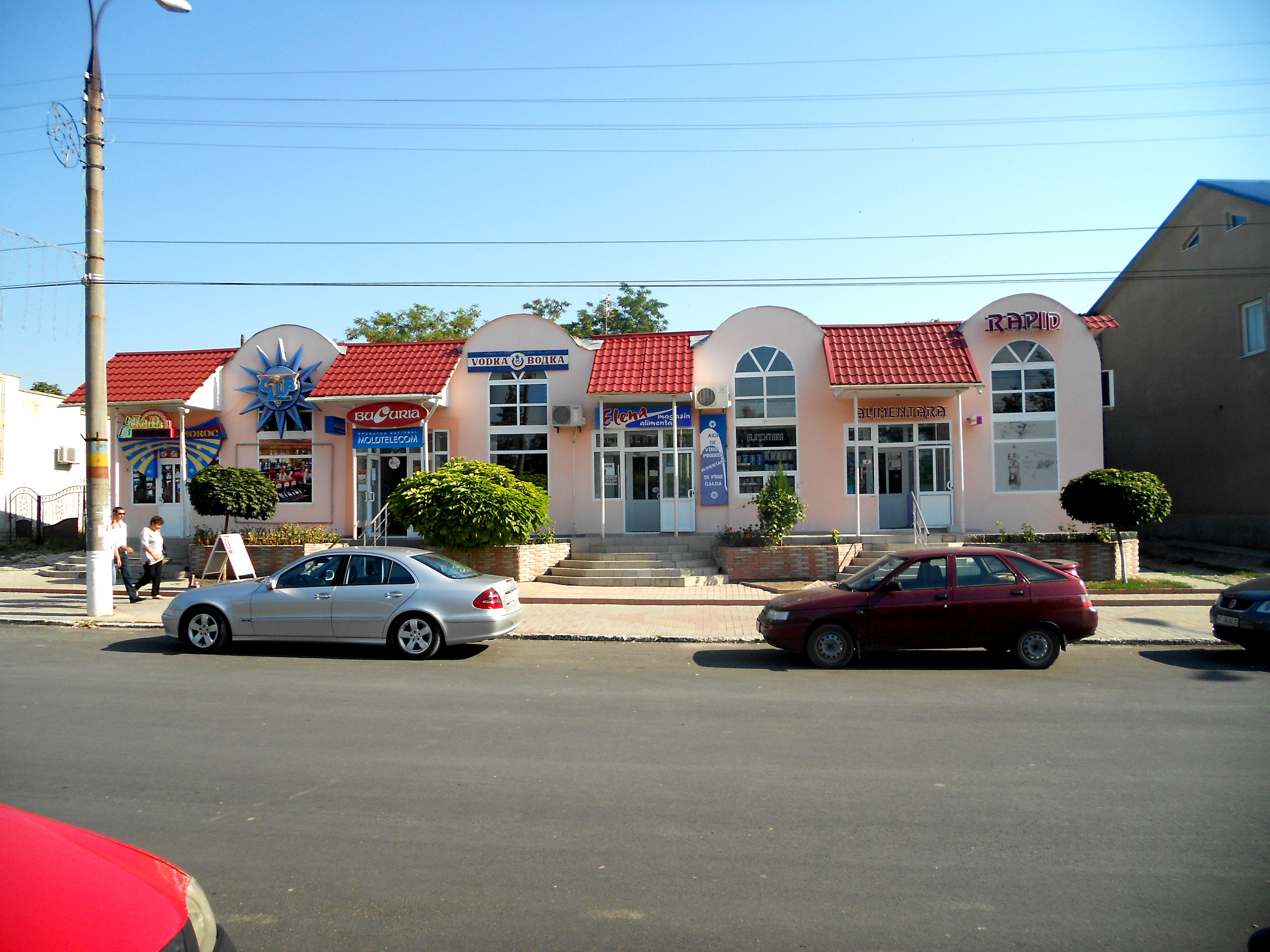
Centru comercial din oraș

Sectorul economic este susținut de următoarele întreprinderi: S.A. Avicola-Nord, uzina de țevi Protos S.A., S.A. Südzucker-Moldova, S.A. Fabrica de vin Mold-Nord, S.A. Prut-80. Organizațiile de construcții sunt SRL SOLCONAT și SRL Adirem-Com, iar cea din domeniul transportului – SRL Plai.
În anii din urmă, industria de textile este susținută de Întreprinderea Mixtă cu capital străin Marthatex. În baza fostului colhoz, în Fălești activează două gospodării agricole.
În orașul Fălești sunt înregistrați 3.246 agenți economici, cu 22% mai mult decât în anul precedent. Mărirea numărului de agenți economici s-a realizat datorită creșterii masive a numărului celor care activează în patente de întreprinzător și care în 2002 a ajuns la 2.309 persoane.
Ramurile de bază ale economiei locale sunt: industria ușoară, producătoare de mașini și prelucrarea producției agricole. Fabrica de zahăr, care intră în concernul „Südzucker-Moldova” S.A., este unul din principalii agenți economici; la întreprindere sunt angajați 390 lucrători. Domeniile de activitate ale fabricii sunt: cultivarea sfeclei de zahăr, prestarea serviciilor pentru agricultori, fabricarea zahărului, melasei, etc. Un alt agent economic este MUS S.A., care activează în industria constructoare de mașini. În prezent, la întreprindere activează 110 lucrători și cifra anuală de afaceri în anul 2002 a fost de 2,5 mln. lei, de 10 ori mai mare decât în anul 2000. Producția întreprinderii este livrată agenților economici din țară și de peste hotare, în special în România și Italia. Alte întreprinderi importante din oraș sunt: fabrica de vinuri, fabrica avicolă, filiala întreprinderii „Incomlac”, ș.a.m.d. De asemenea funcționează 2 piețe, 2 unități de deservire socială, 6 filiale ale băncilor comerciale, 5 filiale a companiilor de asigurare și 3 centre de consultanță juridică.

### Finanțele publice locale

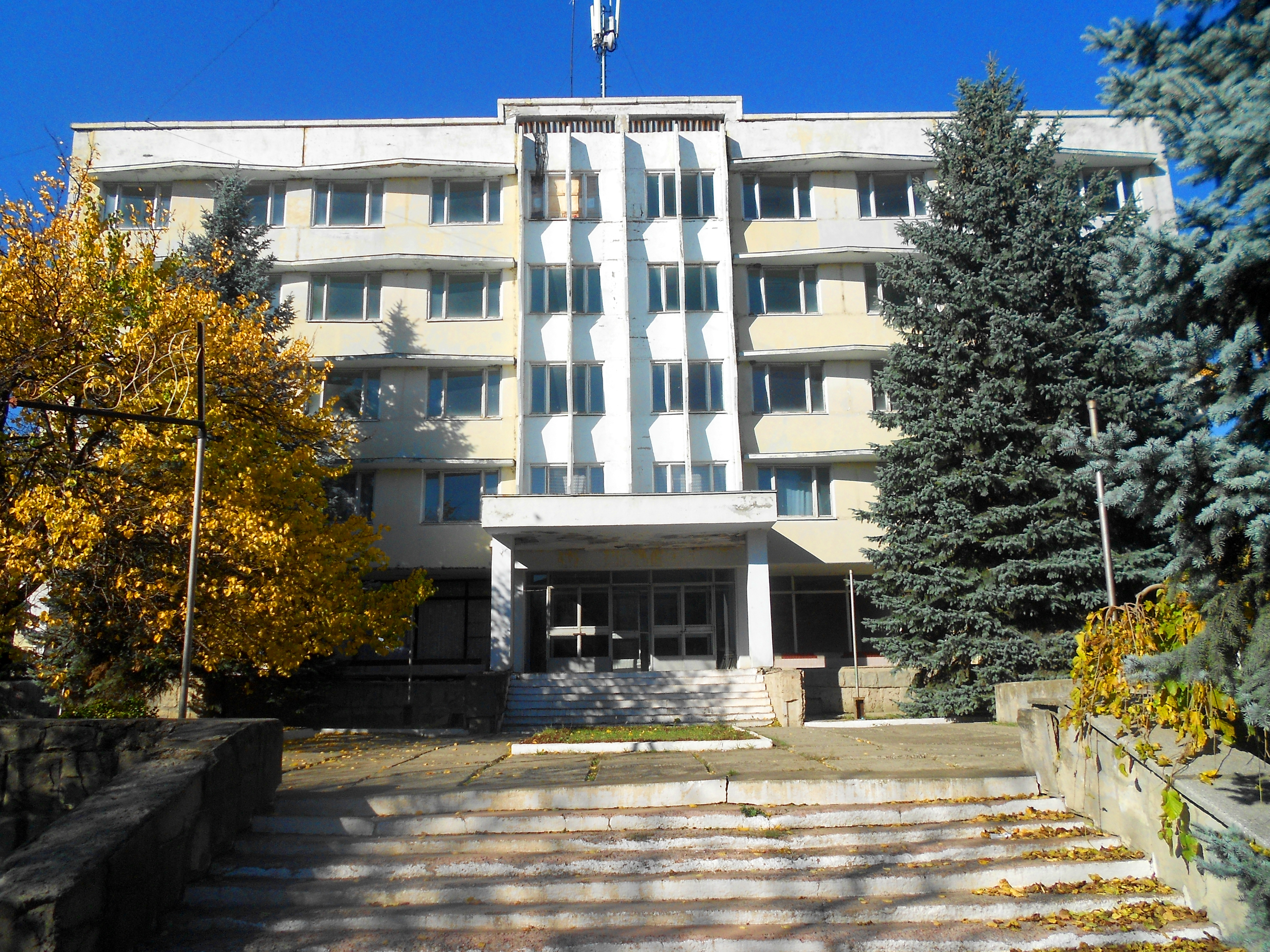
Hotelul „Fălești”

Veniturile publice locale au crescut continuu în ultimii ani, paralel s-a modificat esențial și structura lor. Tendințele pozitive din anul 2001, când baza veniturilor locale a fost pusă de veniturile proprii și mai puțin de defalcări, nu a continuat și în 2002, când veniturile proprii și defalcările au scăzut, crescând în paralel cota transferurilor.
Structura cheltuielilor orașului Fălești este tipică pentru localitățile urbane medii, putem doar menționa câteva tendințe pozitive: creșterea substanțială a cheltuielilor pentru gospodăria comunală de la 471 mii lei în 2001 la 886,5 mii lei în 2002 și alocarea în anul 2002 a 120 mii lei pentru construcția și întreținerea drumurilor. În rest, pentru învățământ în anul 2002 au fost alocate 2.087,1 mii lei, pentru aparatul primăriei 626,8 mii lei, asistența socială 28,8 mii lei, cultură, artă, sport 403,8 mii lei, restul au fost utilizați pentru alte cheltuieli de interes local.

### Infrastructură
Lungimea totală a drumurilor din localitate este de 26,9 km, dintre care 22,9 km au acoperire rigidă. În orașul Fălești sunt 3.115 case și 6.435 apartamente. Din numărul total de case și apartamente peste 95% sunt conectate la rețeaua de aprovizionare cu apă. Sistemul de alimentare cu apă este aprovizionat de 21 fântâni arteziene, din care în prezent funcționează 12, inclusiv 8 au fost reactivate în ultimii 2 ani. Orașul Fălești în prezent este gazificat. În orașul Fălești sunt aproximativ 20 de blocuri în stilul sovietic.

## Administrație și politică
Primarul orașului Fălești este Alexandr Severin (Partidul Nostru), reales în noiembrie 2023.

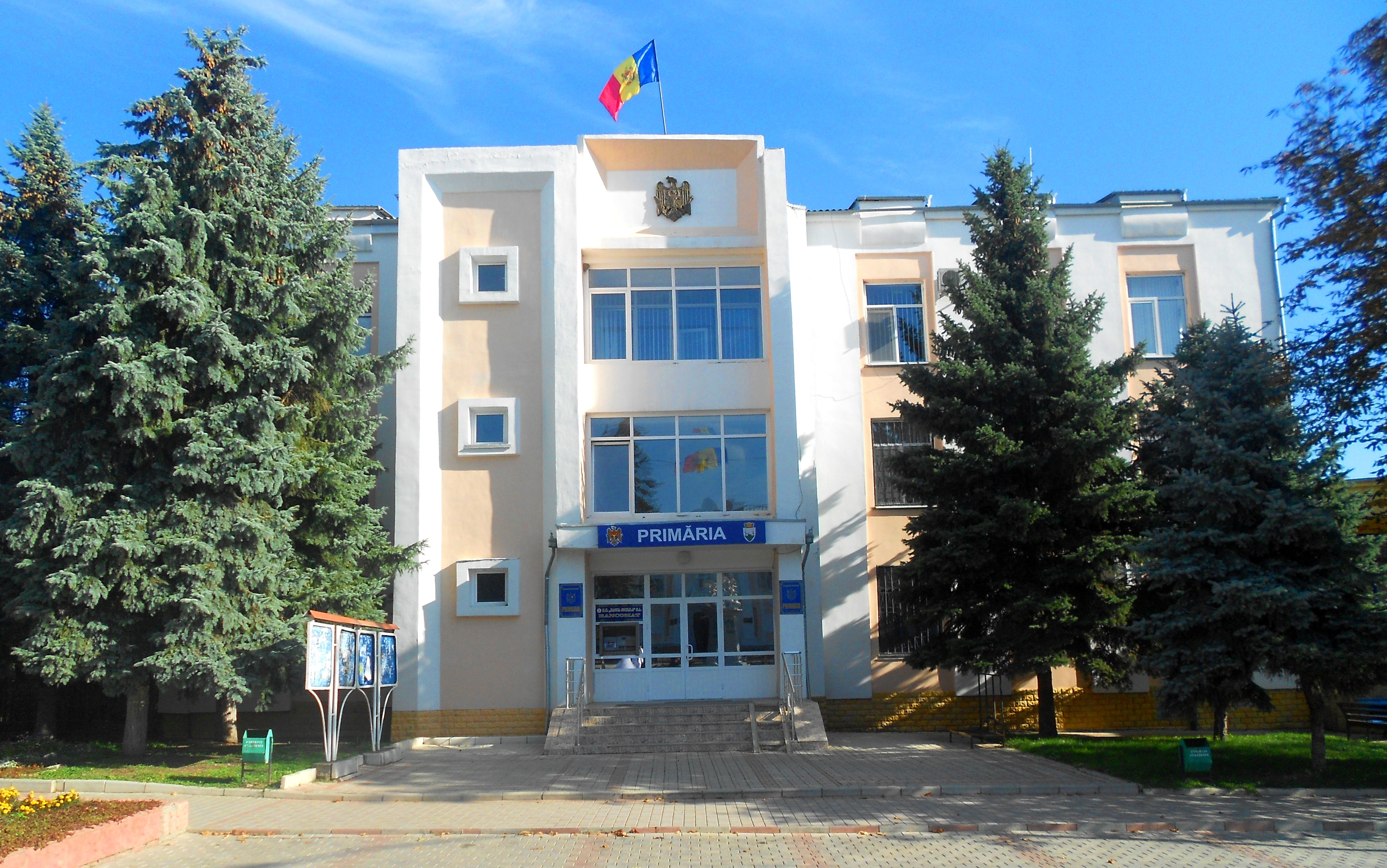
Primăria

Componența Consiliului local Fălești (23 de consilieri), ales la 5 noiembrie 2023, este următoarea:
|  | Partid                                       | Consilieri | Componență | Componență | Componență | Componență | Componență | Componență | Componență | Componență | Componență | Componență | Componență | Componență | Componență | Componență | Componență | Componență |
|  | -------------------------------------------- | ---------- | ---------- | ---------- | ---------- | ---------- | ---------- | ---------- | ---------- | ---------- | ---------- | ---------- | ---------- | ---------- | ---------- | ---------- | ---------- | ---------- |
|  | Partidul Nostru                              | 16         |            |            |            |            |            |            |            |            |            |            |            |            |            |            |            |            |
|  | Partidul Socialiștilor din Republica Moldova | 3          |            |            |            |            |            |            |            |            |            |            |            |            |            |            |            |            |
|  | Partidul Acțiune și Solidaritate             | 3          |            |            |            |            |            |            |            |            |            |            |            |            |            |            |            |            |
|  | Partidul Social Democrat European            | 1          |            |            |            |            |            |            |            |            |            |            |            |            |            |            |            |            |

## Cultură

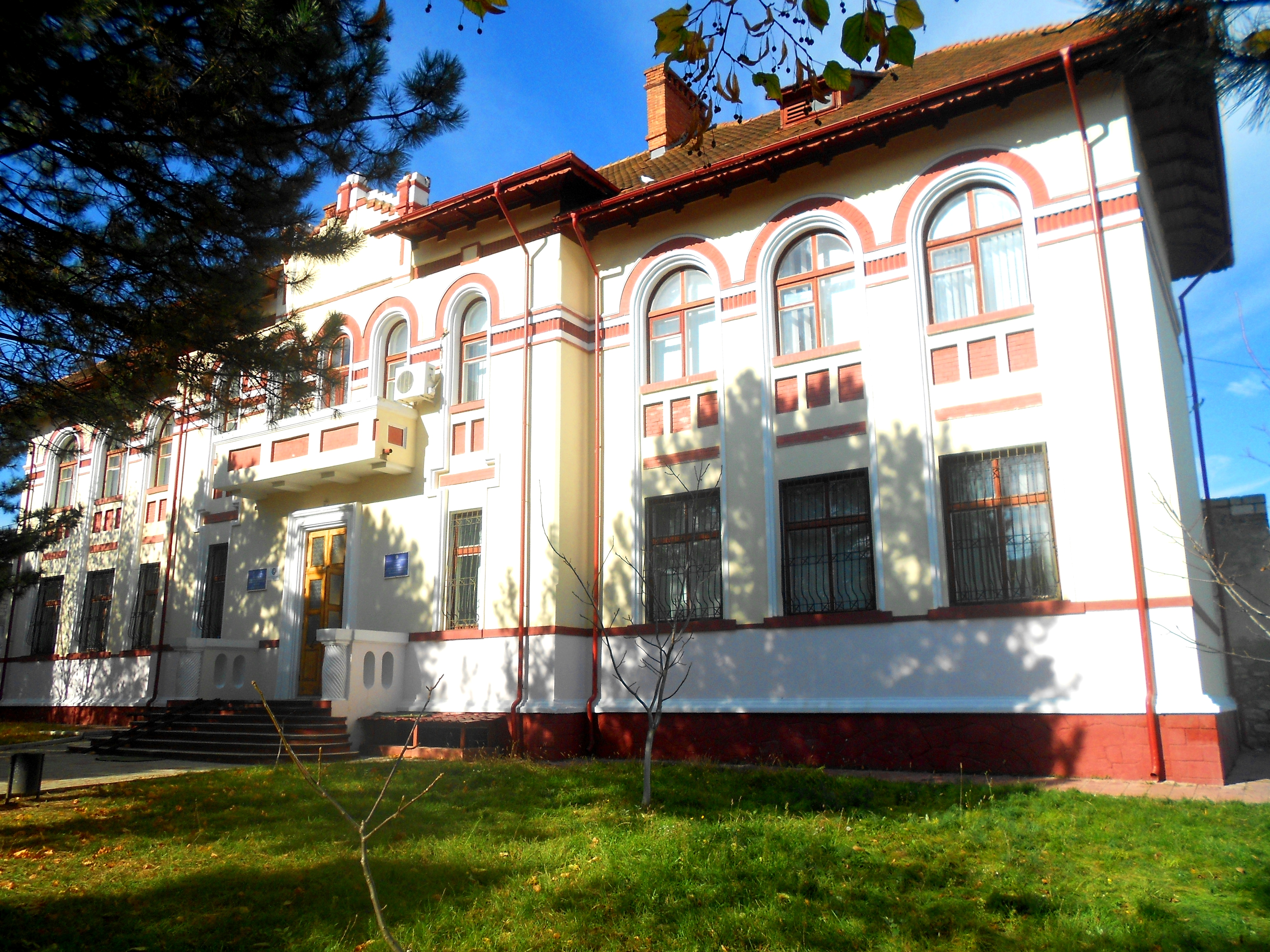
Centrul de creație pentru copii și tineret

Rețeaua instituțiilor culturale din oraș este formată din 2 biblioteci publice, un muzeu, o casă de cultură și alte 5 instituții culturale. Cele mai importante evenimente culturale din orașul Fălești sunt: Festivalul etniilor, Festivalul-concurs al dansului popular „La vatra horelor” (ambele au loc în luna septembrie) și festivalul obiceiurilor și datinilor de iarnă.
Muzeul de Istorie și Etnografie „Lazăr Dubinovschi” de studiere a ținutului natal, inaugurat în 1979, dispune de peste 5.000 exponate etnografice și anticariate bisericești. Muzeul posedă la bază 13 sculpturi donate de Lazăr Dubinovschi, originar din satul Albinețul Vechi. Manifestările prilejuite de sărbătorile naționale au loc lângă monumentul lui Mihai Eminescu.
Creația artistică este reprezentată de ansamblul folcloric „Foleșteanca”, orchestra de muzică populară Păunaș de la Casa raională de cultură Fălești, colectivul etnofolcloric pentru copii Auraș-Păcuraș de la Liceul Teoretic Ion Creangă, Școala de Arte Plastice pentru copii „Gheorghe Vrabie”, Școala de muzică, ansamblul folcloric cu titlul model „Izvoraș” și ansamblul de dans popular „Mugurel” de la casa de creație pentru copii.
Activitatea informațională este susținută de publicația periodică independentă Duminica. Biblioteca Publică Raională „Mihai Eminescu” prestează servicii pentru cititorii din oraș, aici fiind deschisă și o mediatecă.

### Monumente și memoriale

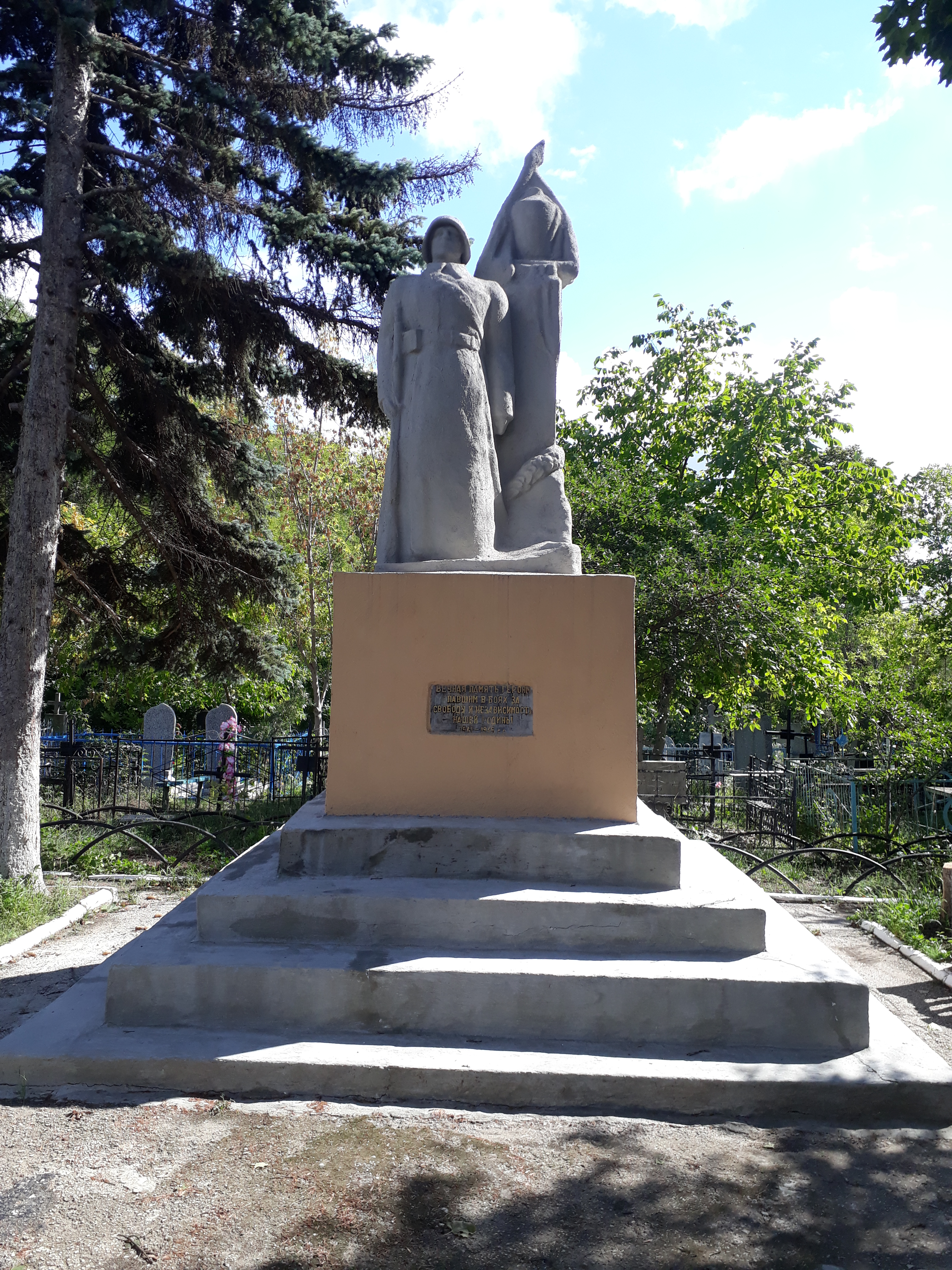
Monumente în memoria ostașilor căzuți în războiul germano-sovietic.
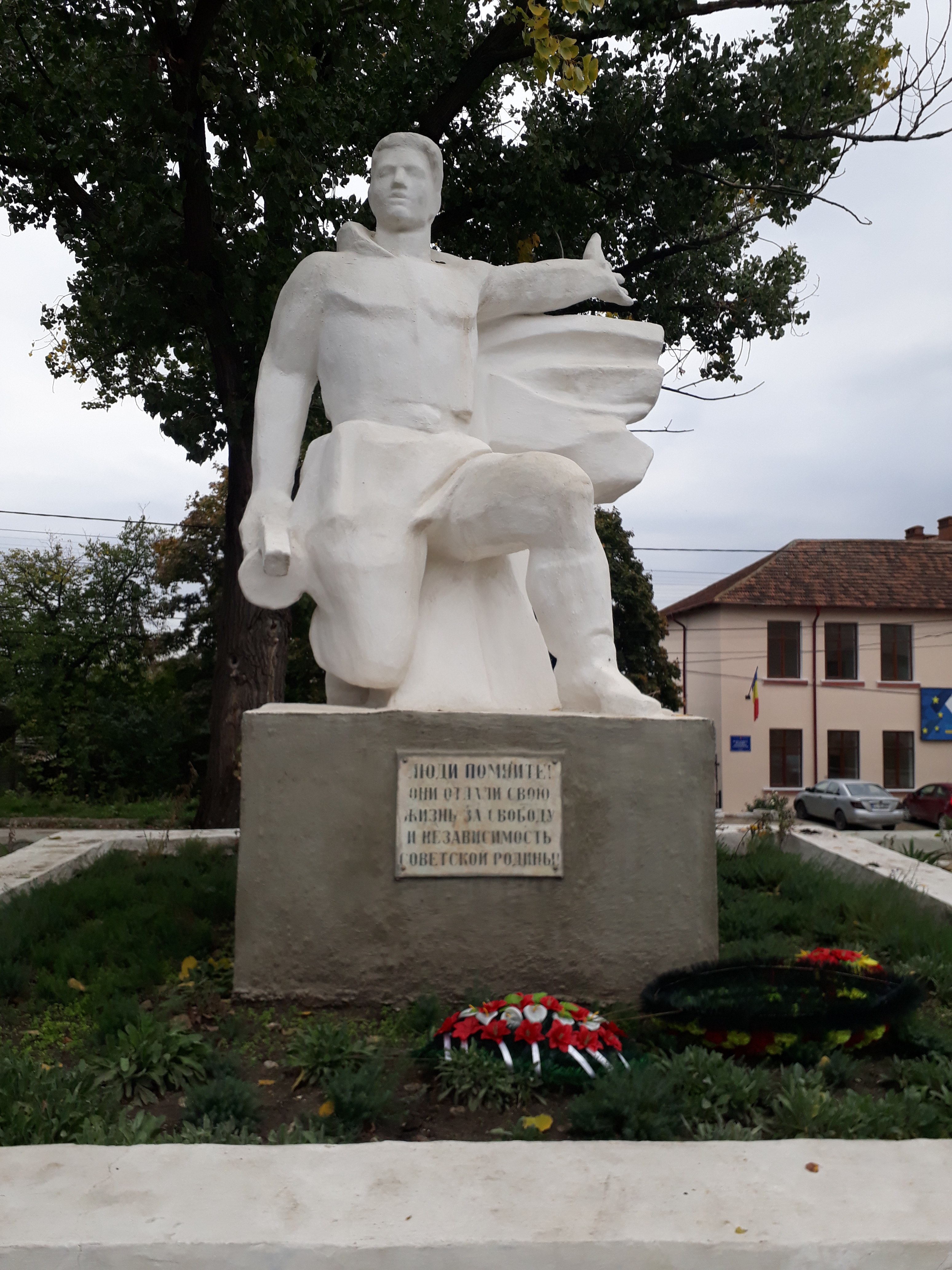
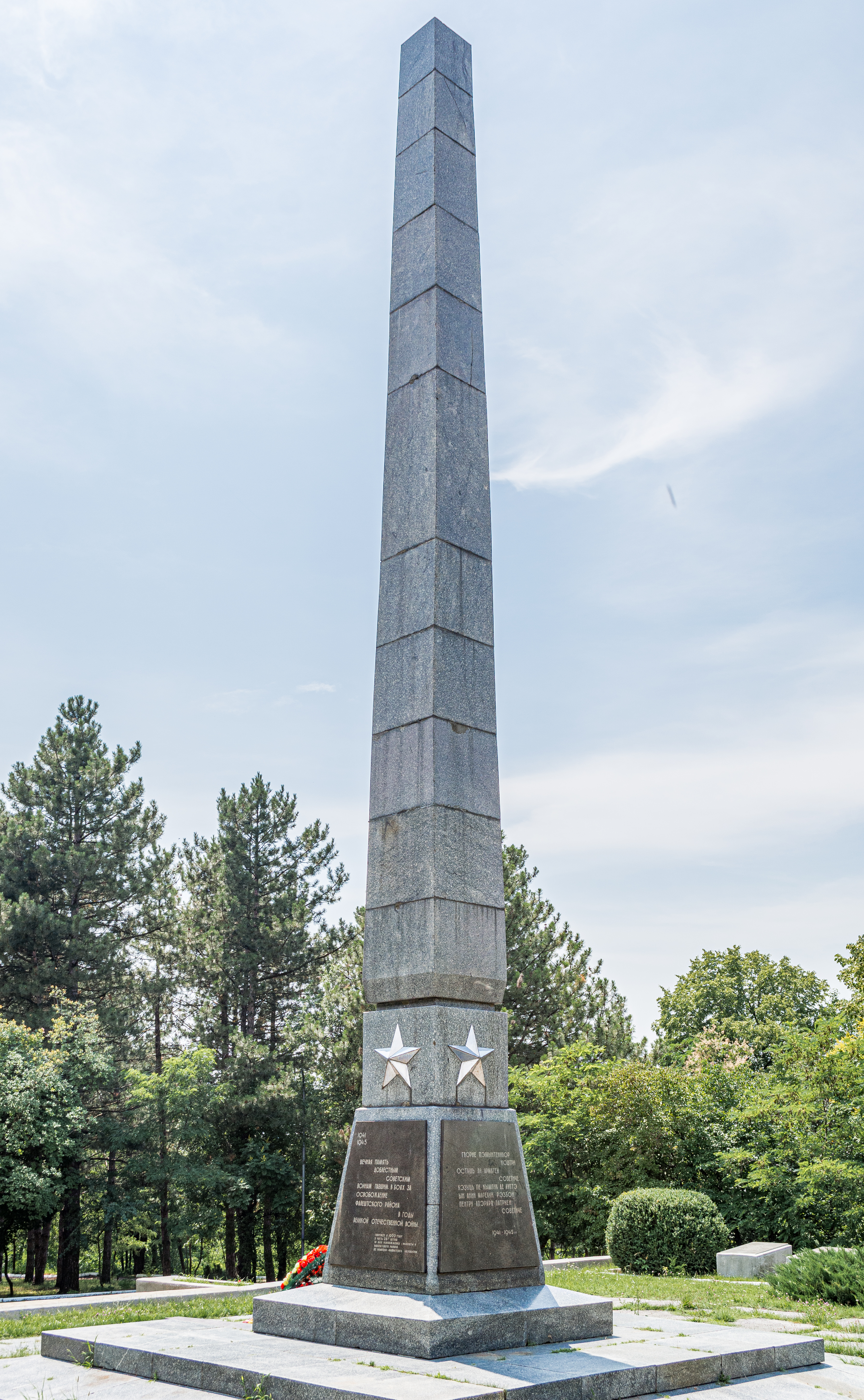
Complexul gloriei militare
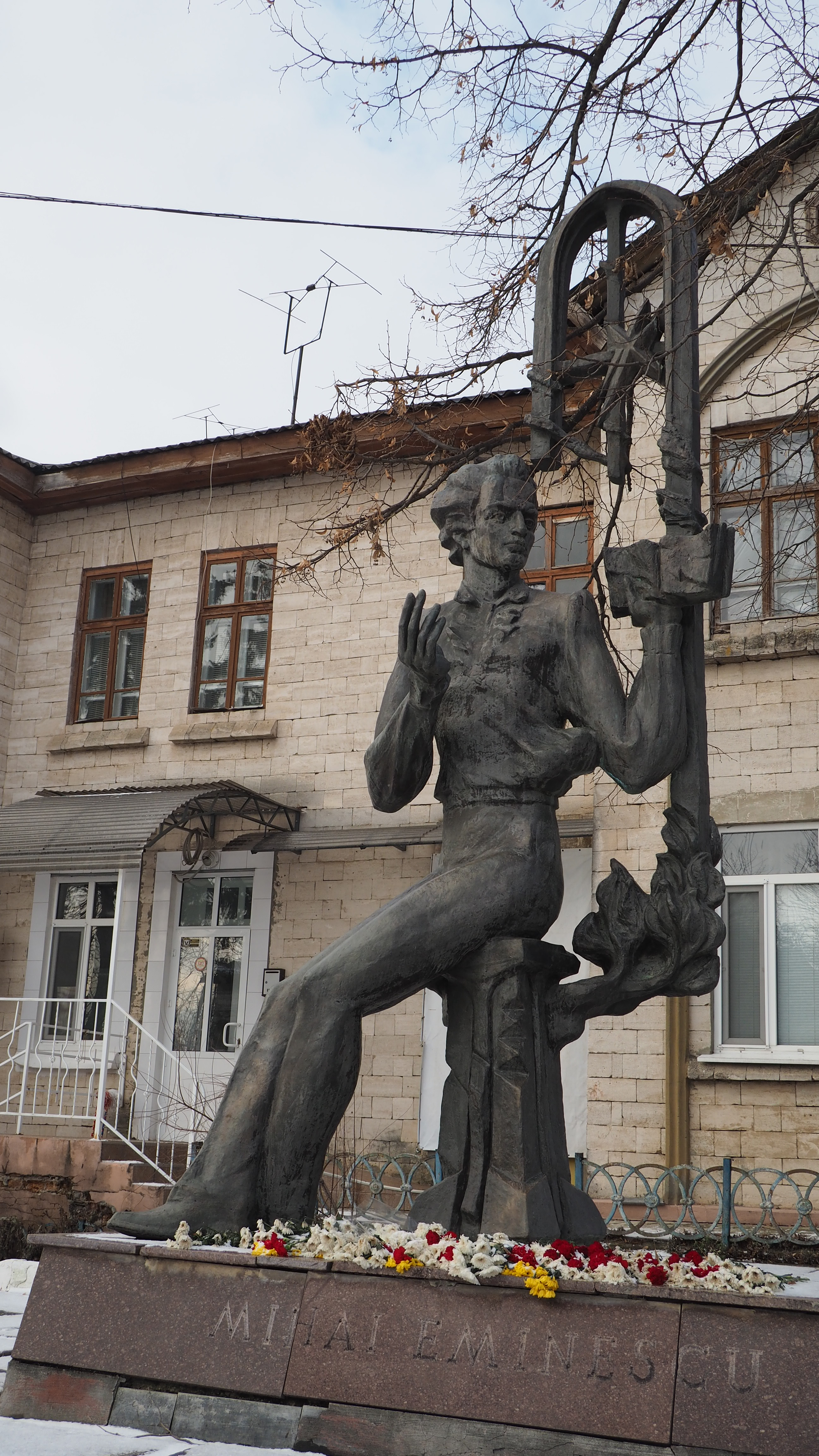
Bustul lui Mihai Eminescu
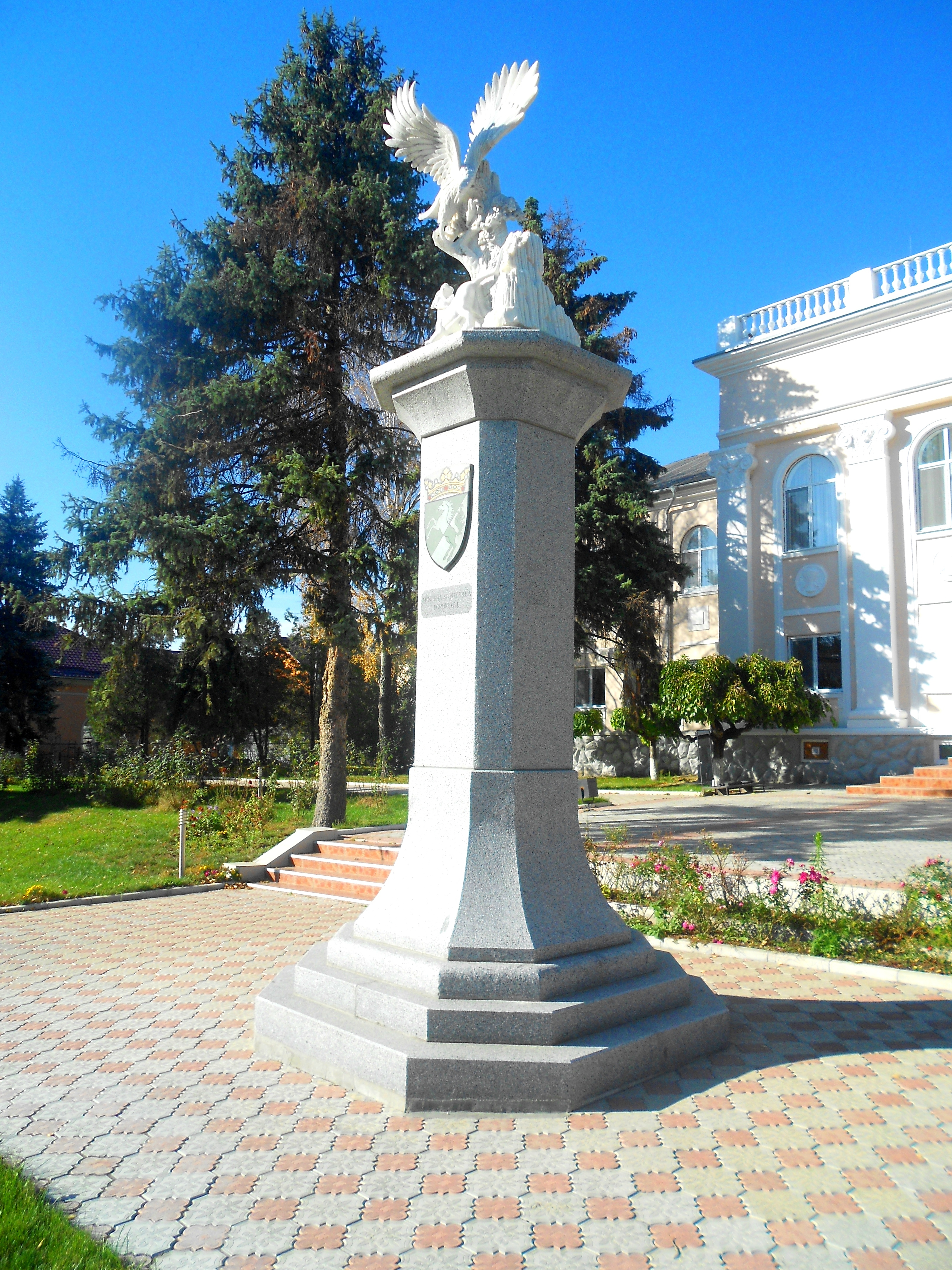
Monumentul acvilei

## Educație

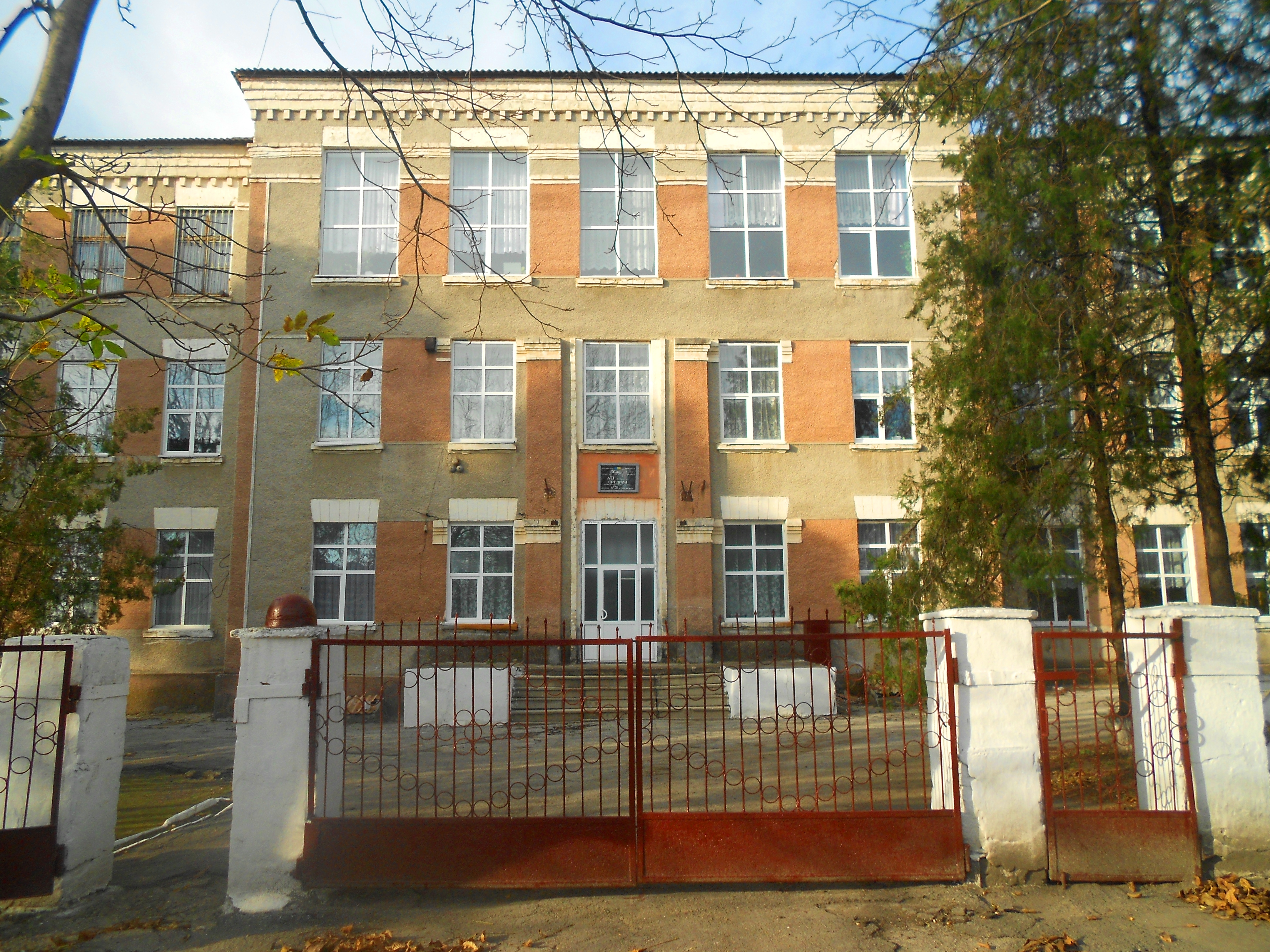
Gimnaziul Nr. 3

Pe teritoriul orașului funcționează 6 instituții preșcolare, 2 gimnazii, 3 licee teoretice și o școală de meserii în care învață 145 elevi.
În oraș activează 3 licee – Liceul Teoretic Mihai Eminescu, Liceul Teoretic Ion Creangă, Liceul Teoretic A.S. Pușkin, Școala medie nr. 3, Gimnaziul nr. 4, Gimnaziul-internat, Școala de meserii nr. 9. Activitățile extrașcolare sunt realizate la Casa de creație a copiilor, unde mai funcționează și Centrul de Resurse pentru Tineri.

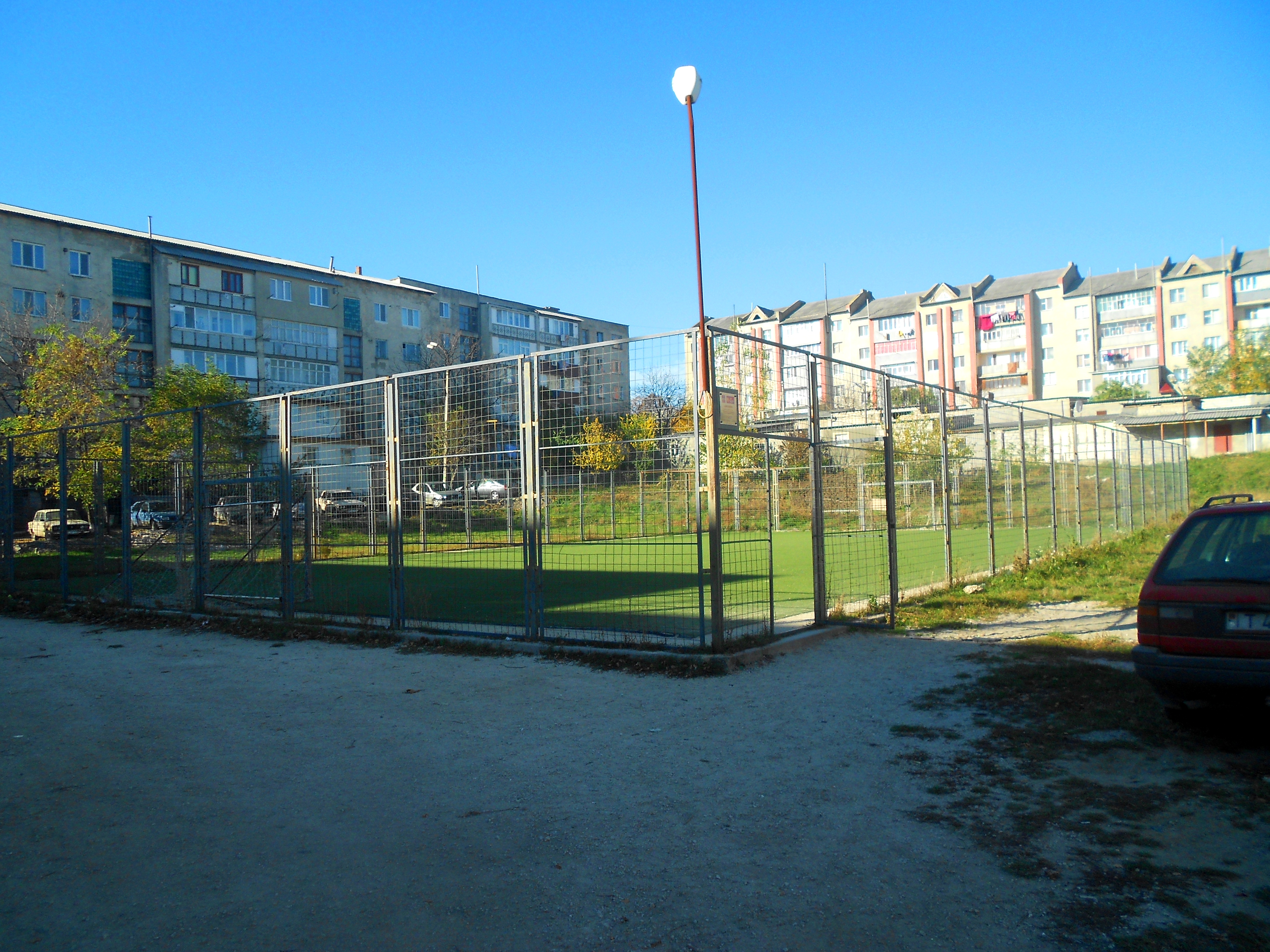
Teren sportiv în curtea unor blocuri de locuit

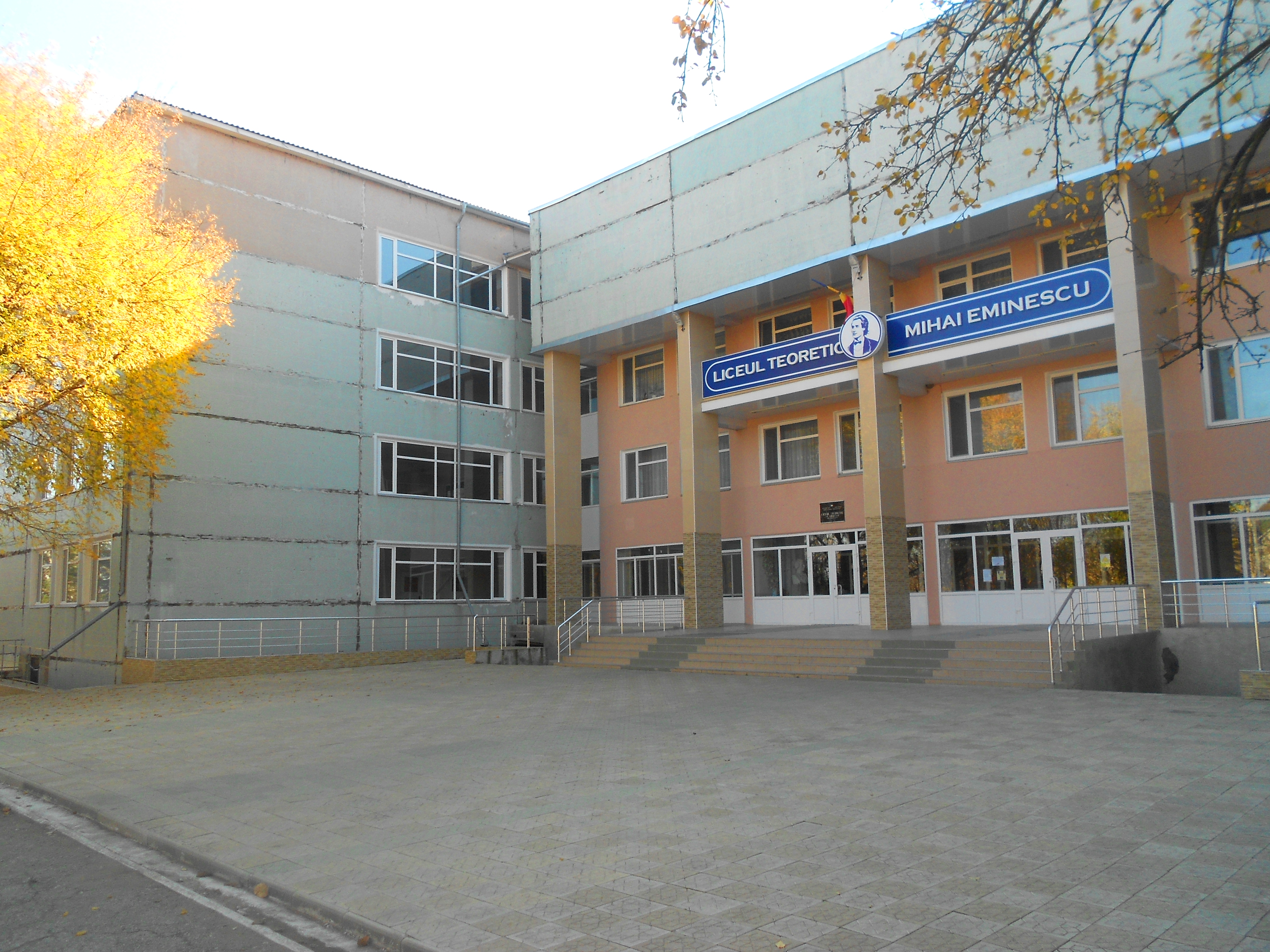
Liceul teoretic „Mihai Eminescu”
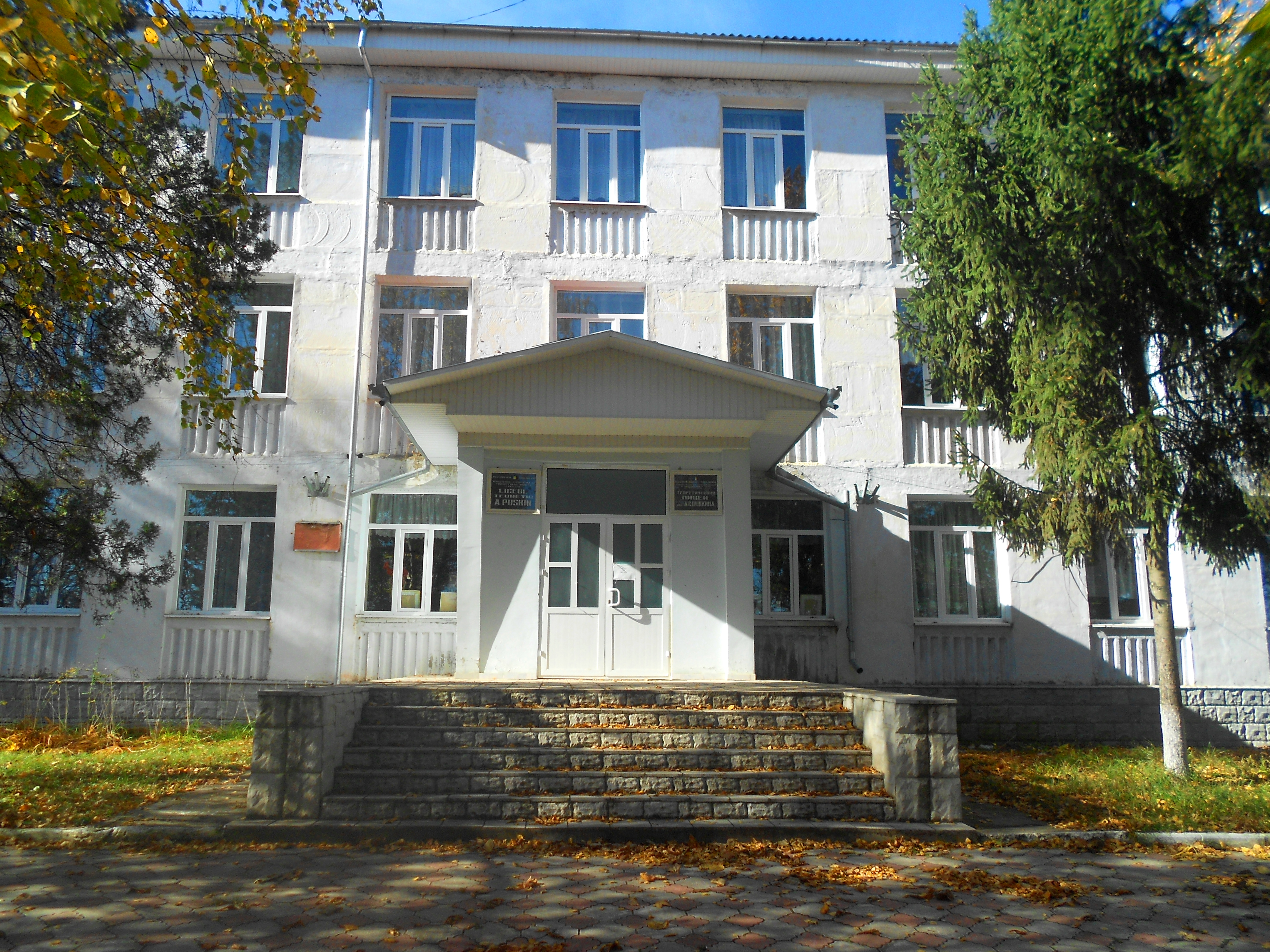
Liceul teoretic „Aleksandr Pușkin”
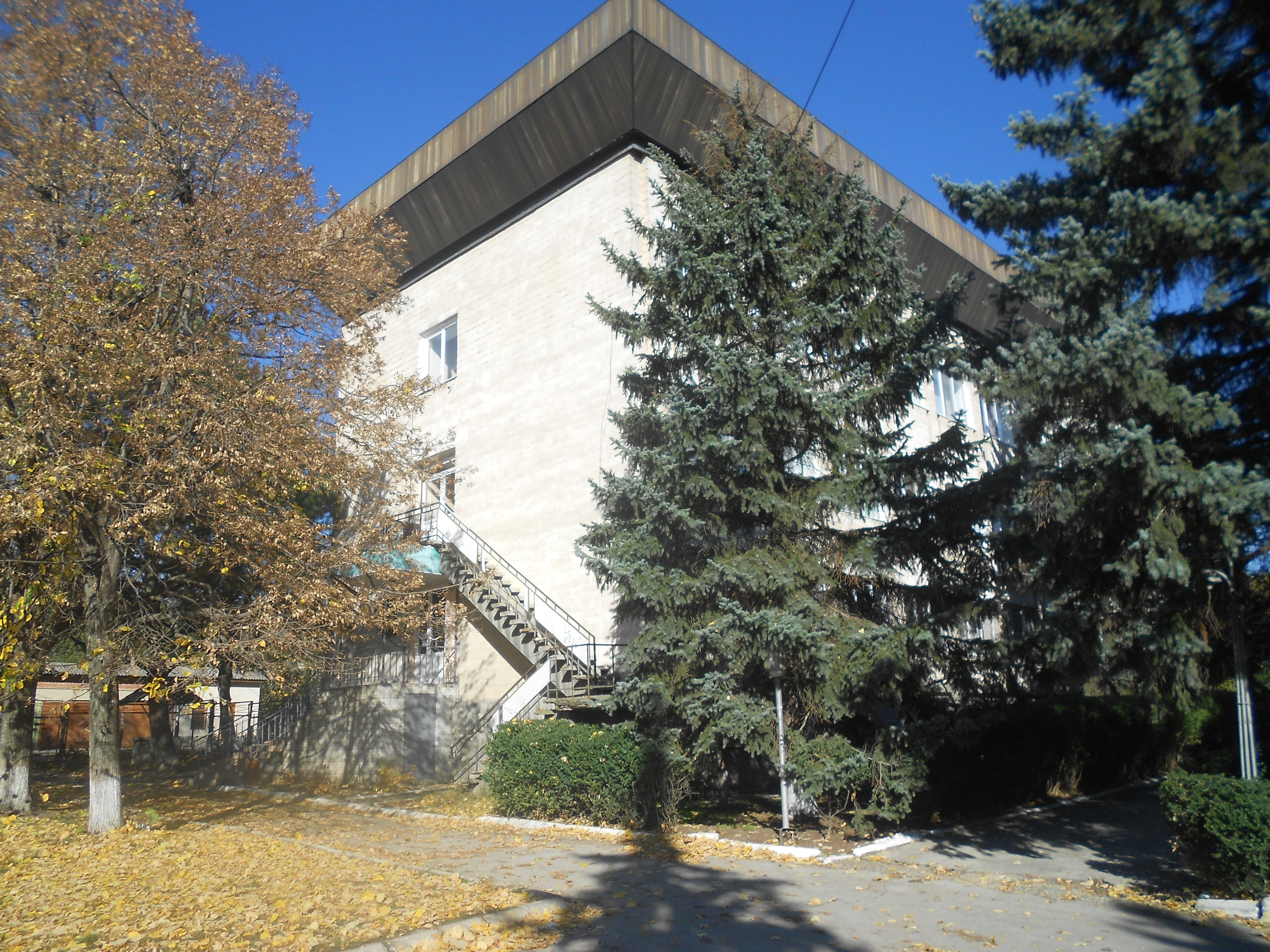
Școala de muzică
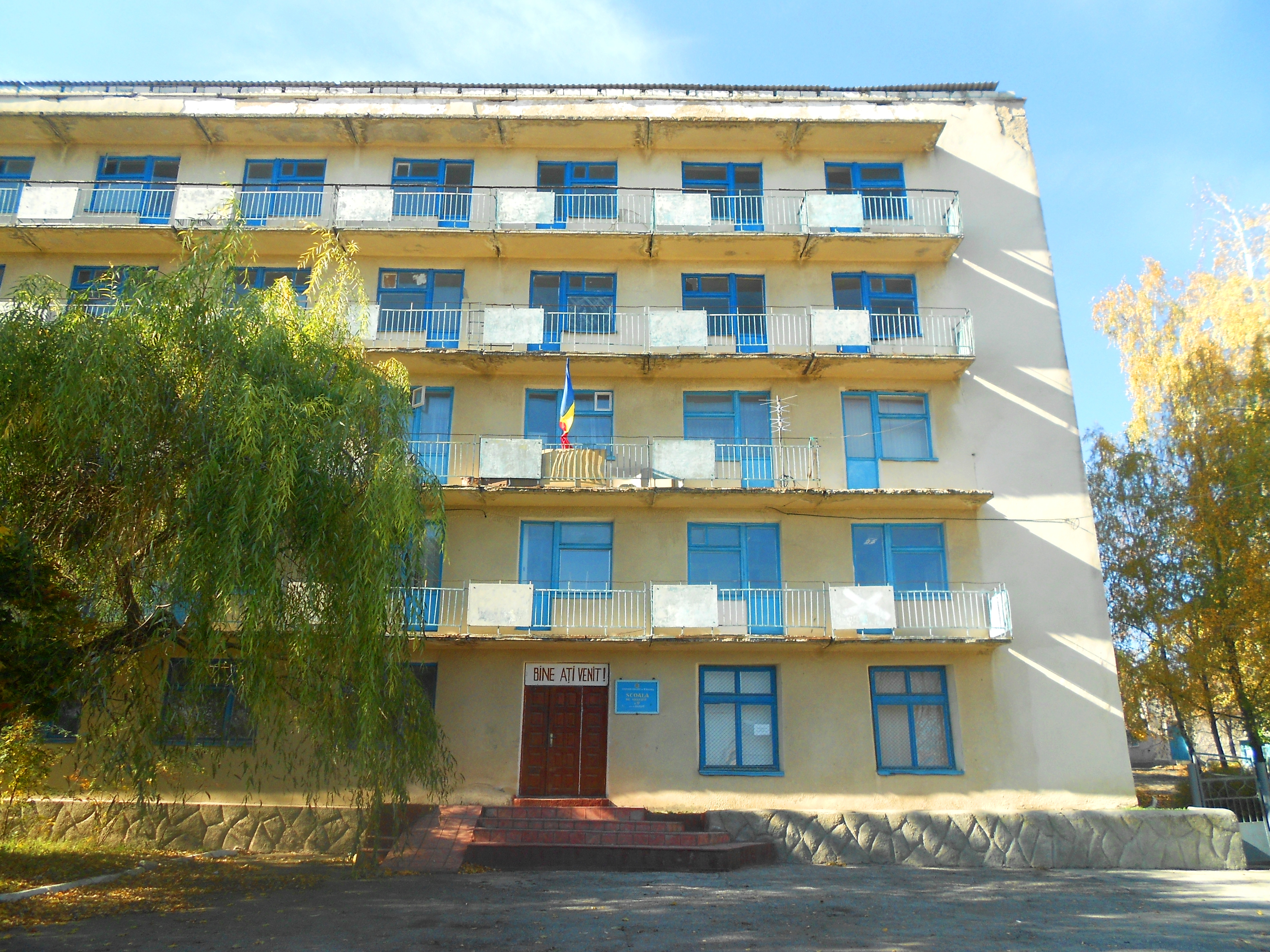
Școala de meserii
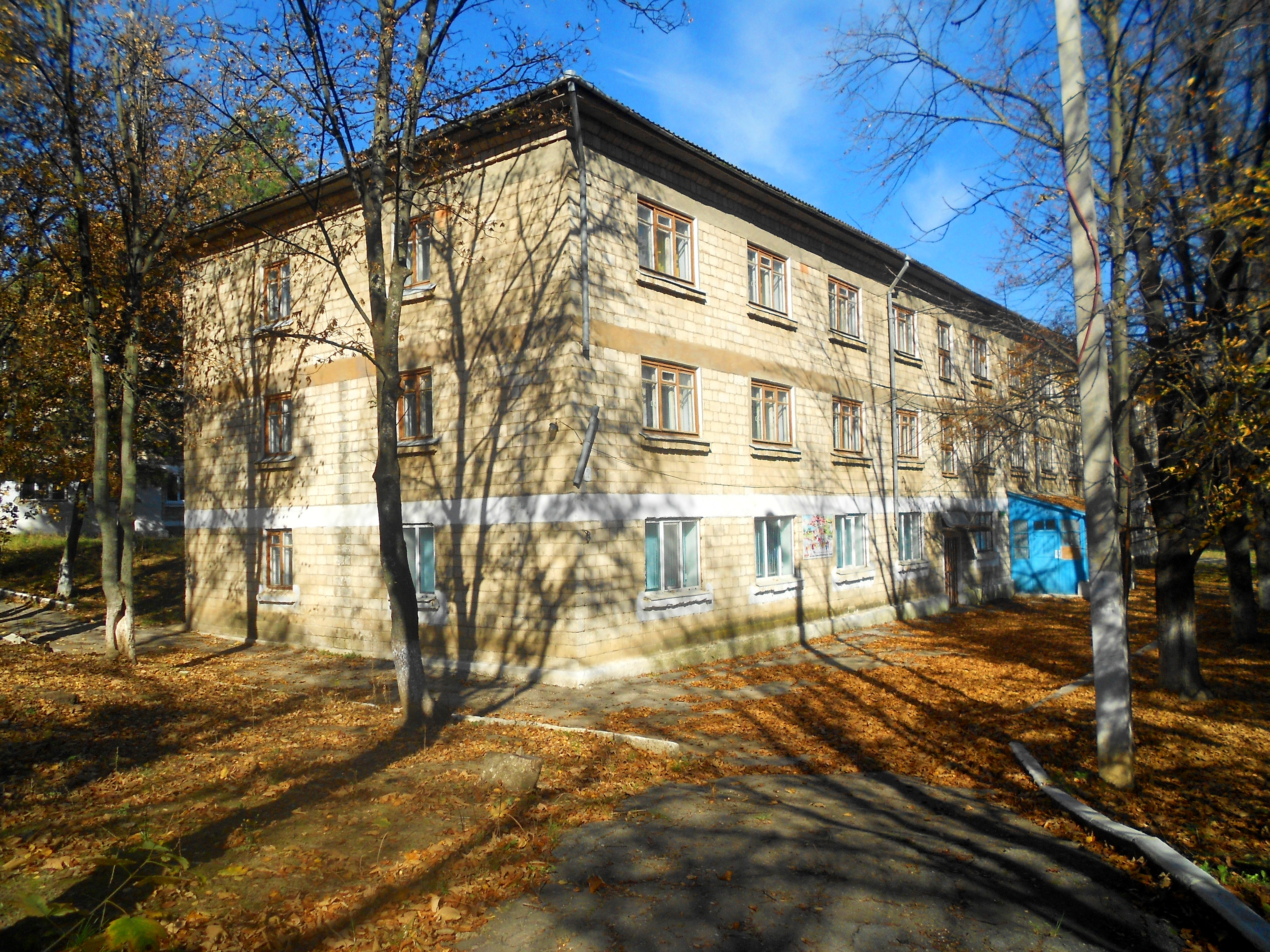
Școala-internat

### Organizații
Organizațiile non-guvernamentale din Fălești sunt: Asociația Obștească „Alianța între generații”, Asociația Obștească „Cutezătorul”, ONG „Eco-Tur”, Societatea de ecologie și vestigii strămoșești „Movila Măgura”.

## Sănătate

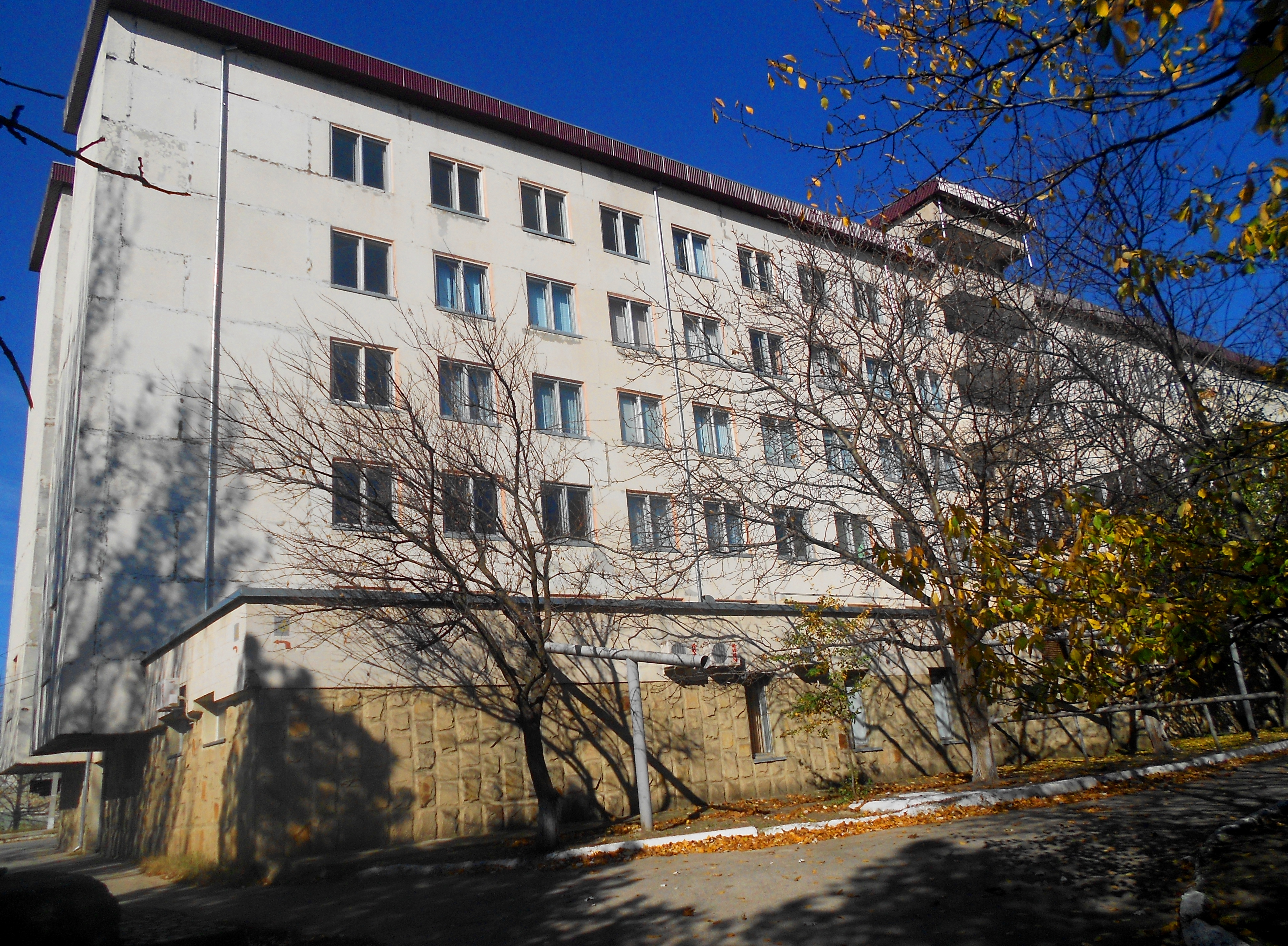
Spitalul raional

Sistemul de ocrotire a sănătății este format din 12 instituții, inclusiv: un spital, un centru al medicilor de familie, un punct de felcer și moașe, o stație de salvare și 8 farmacii. În sistemul de ocrotire a sănătății lucrează 122 de medici și 465 personal mediu medical.

## Sport
Actualmente în Fălești își desfășoară activitatea Școala Sportivă pentru Copii și Juniori. În cadrul Școlii Sportive activează secții sportive de handbal, fotbal, judo, sambo, orientare sportivă, box.

## Personalități

### Născuți în Fălești
- Iakov Oksner (1884–1941), poet-satirist, foiletonist și autor de poezii pentru copii
- Ițhok Sterkman (1888–1942), dramaturg, eseist și educator de limbă idiș
- Eugenia Crușevan (1889–1976), femeie-avocat din Basarabia
- Ion Păscăluță (1890–1988), om politic român, membru al Sfatului Țării
- Lazăr Dubinovschi (1910–1982), sculptor moldovean
- Gheorghe Muruziuc (1930–1998), activist anticomunist moldovean
- Grigori Entelis (1930–2002), sociolog, doctor în filosofie și profesor moldovean
- Adrian Vasilescu (n. 1936), economist român
- Lilian Popescu (n. 1973), antrenor de fotbal și fost fotbalist
- Octavian Mahu (n. 1977), politician, primar de Bălți (2011)
- Renato Usatîi (n. 1978), om de afaceri, filantrop și politician, primar de Bălți

## Galerie de imagini

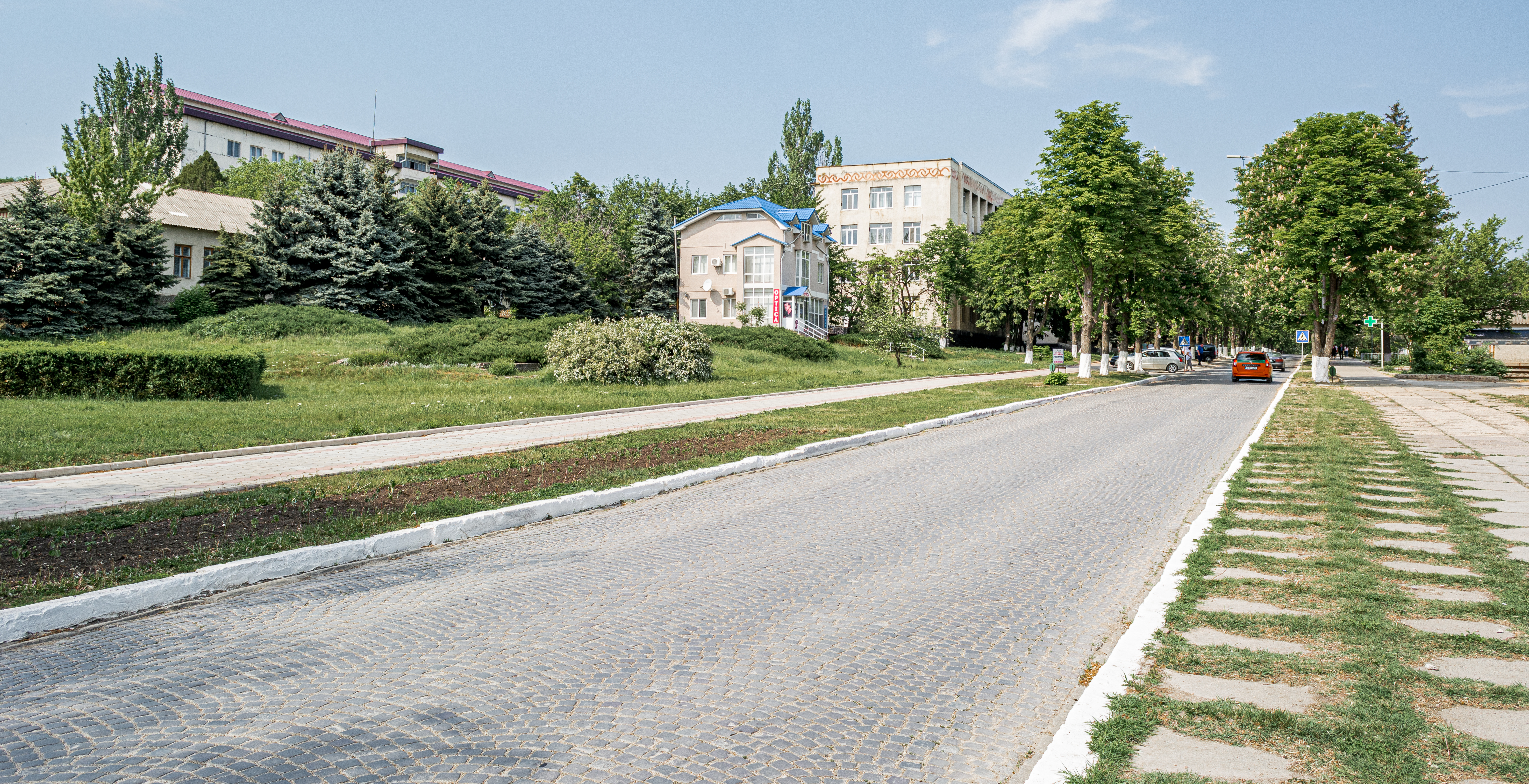
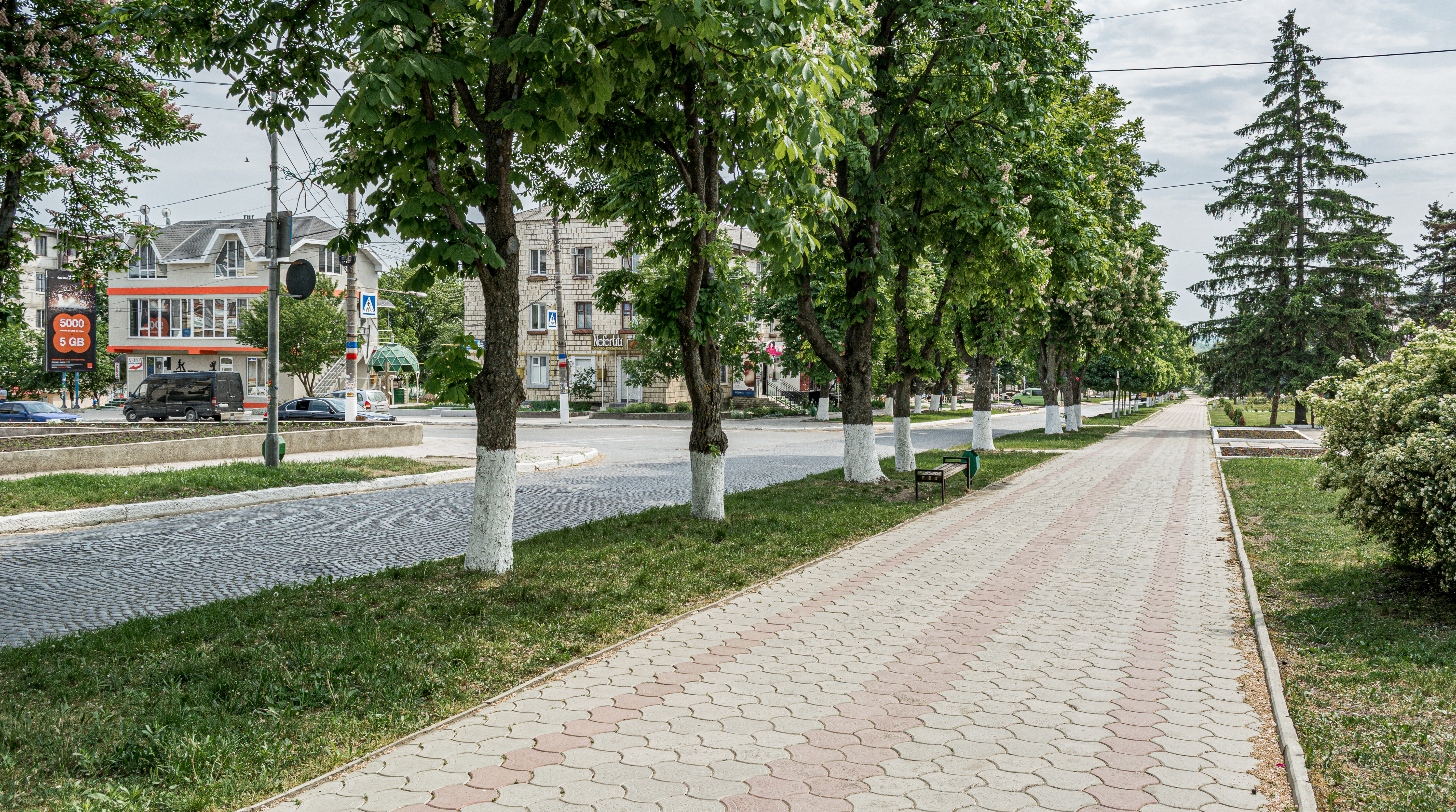
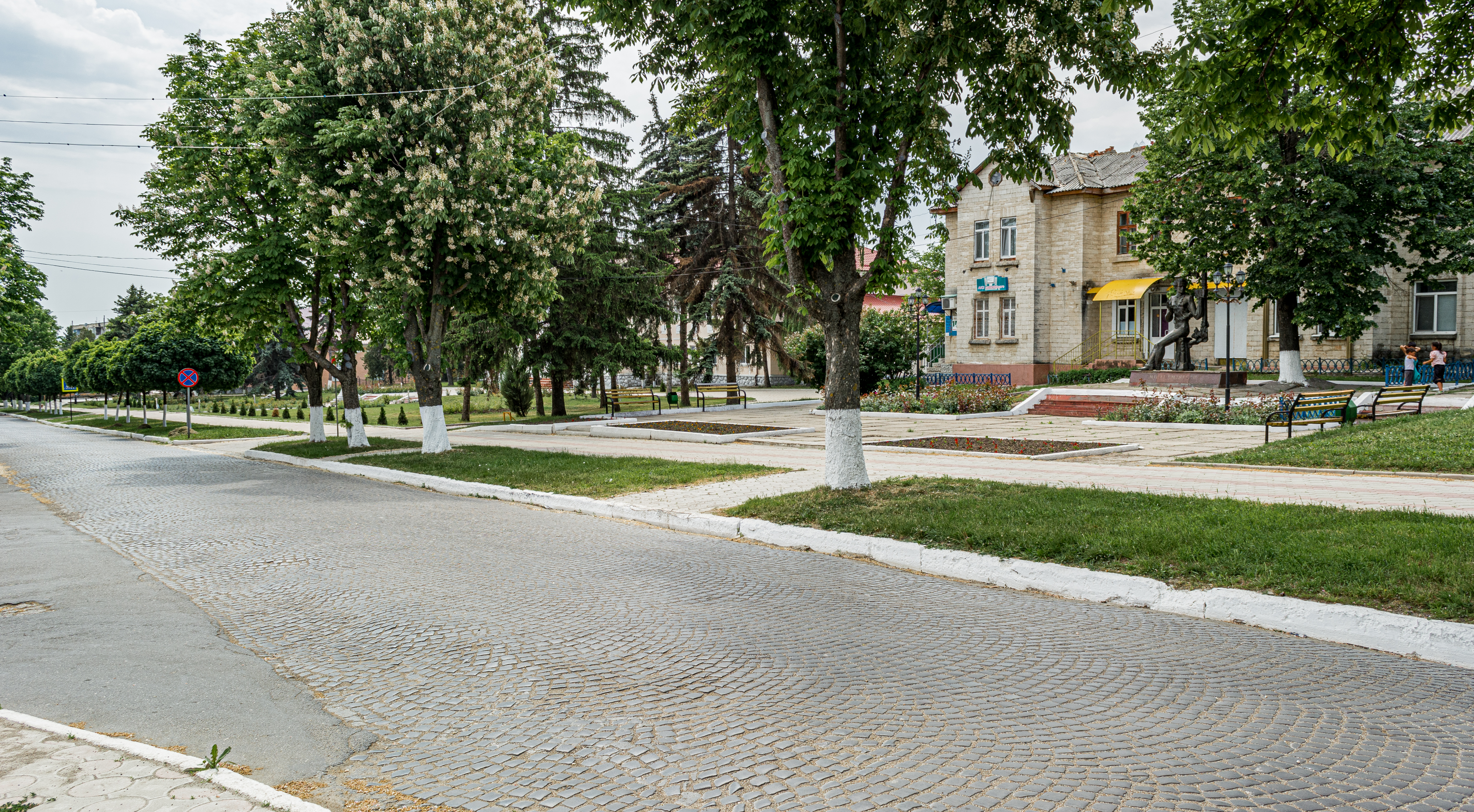
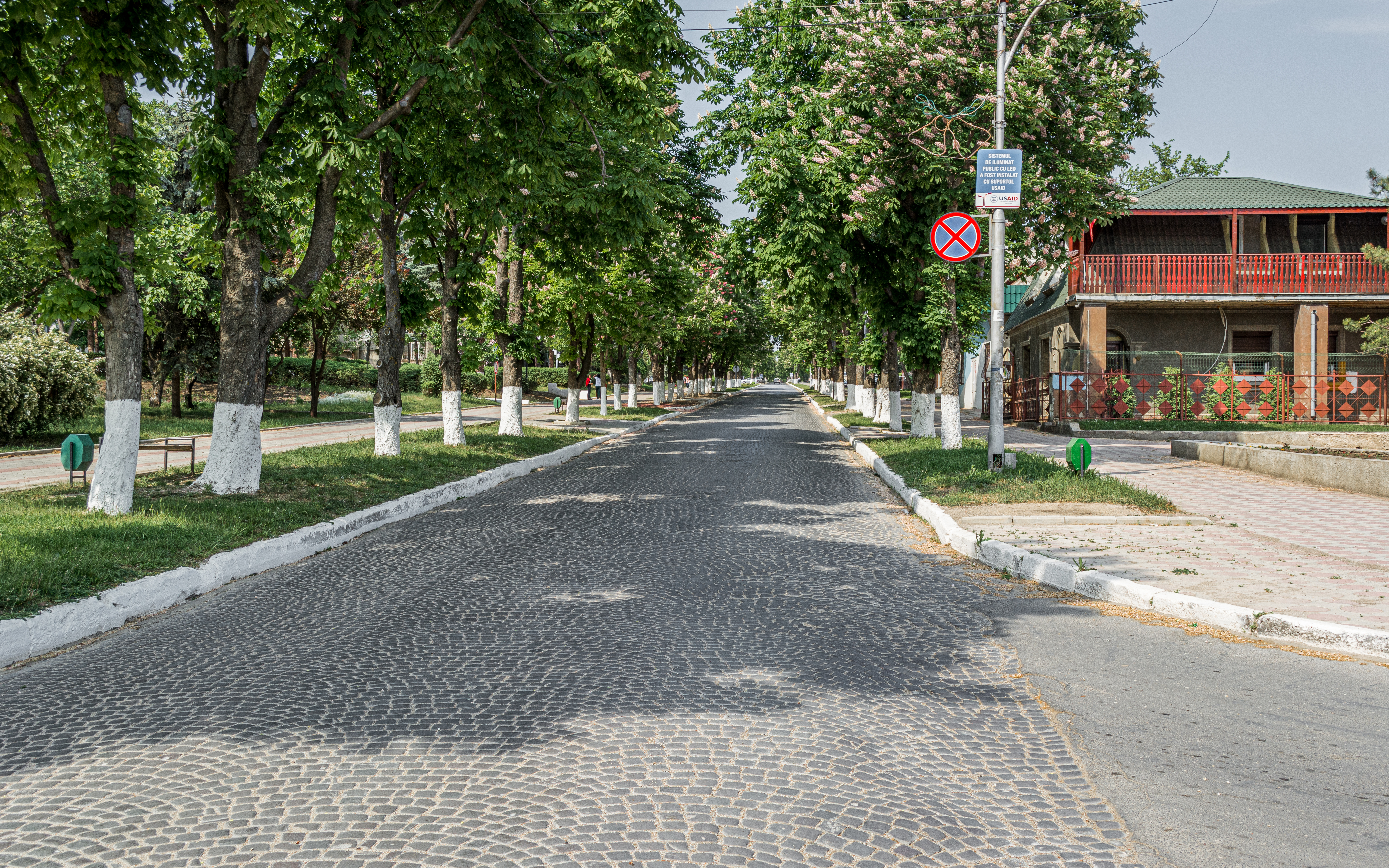
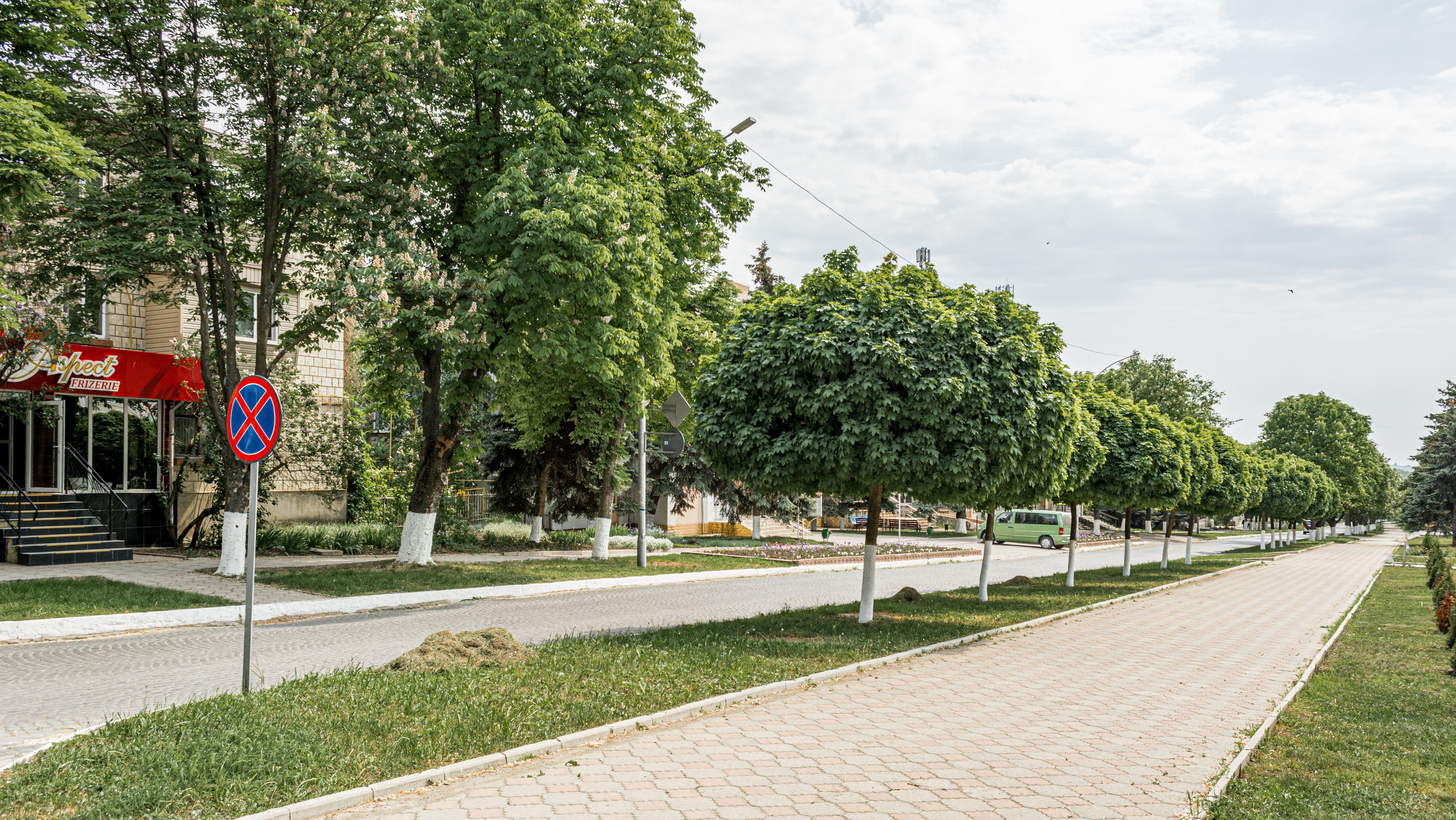

Strada pavată din Fălești
Alte locuri

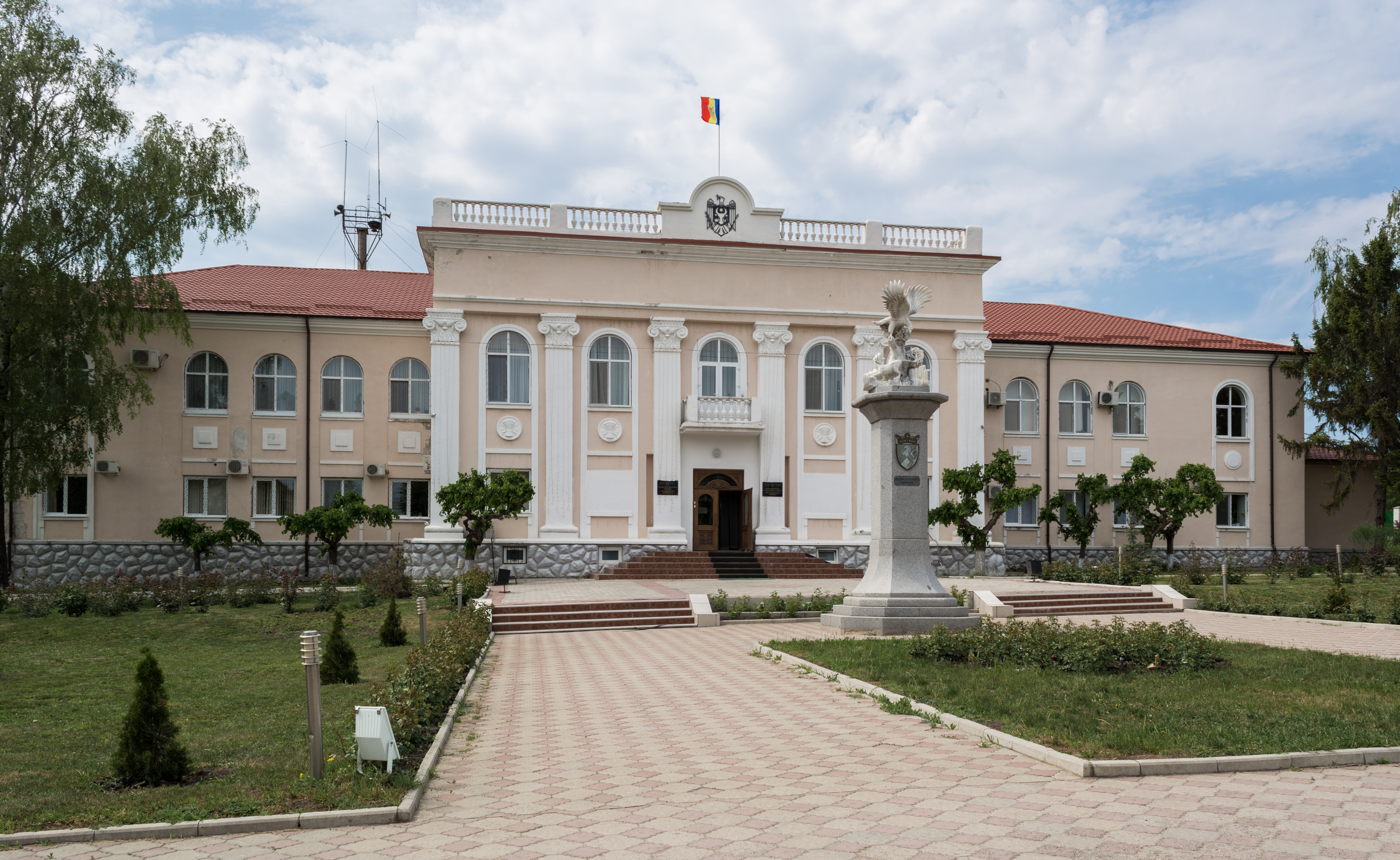
Sediul consiliului raional Fălești
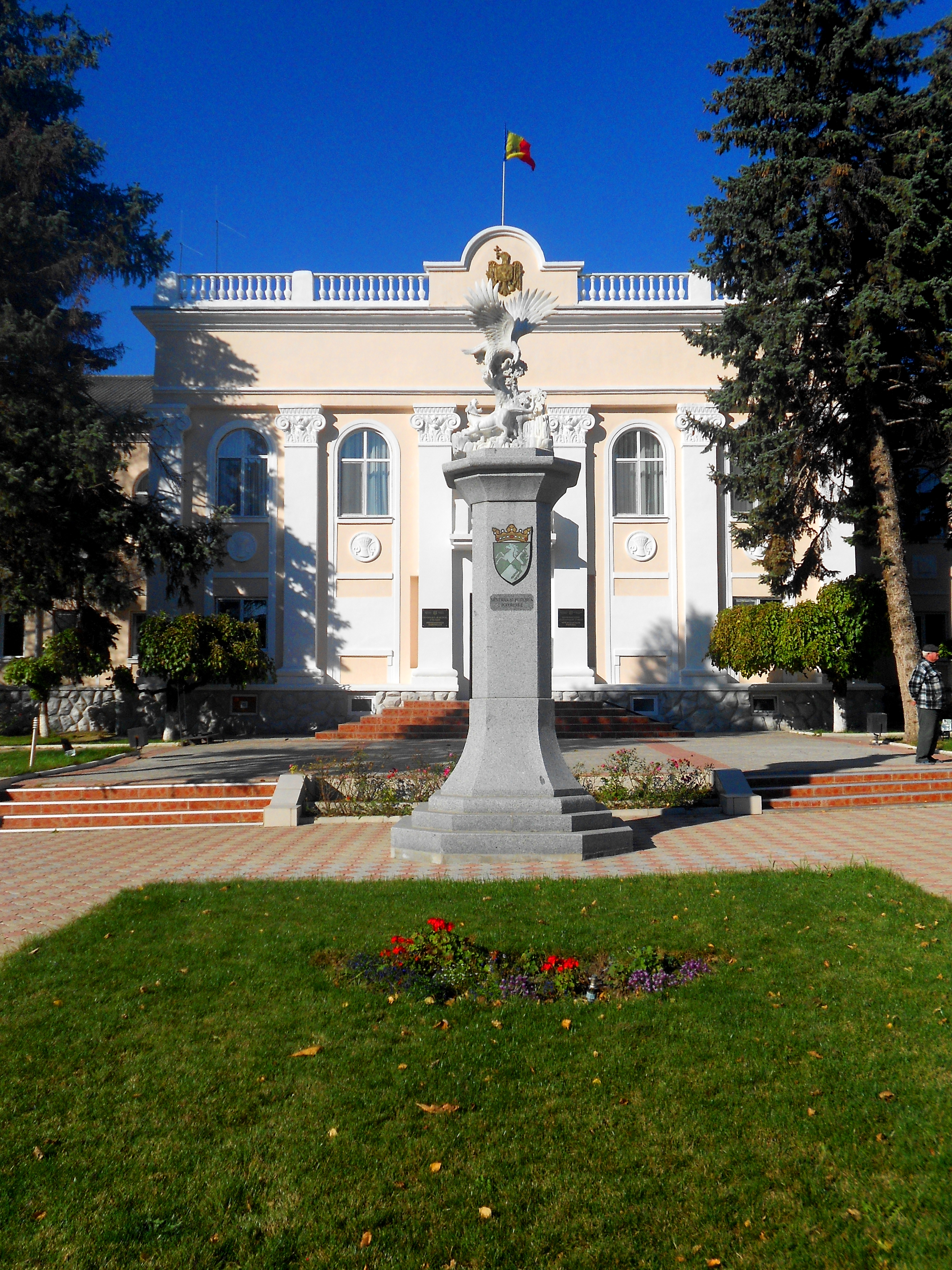
Același edificiu
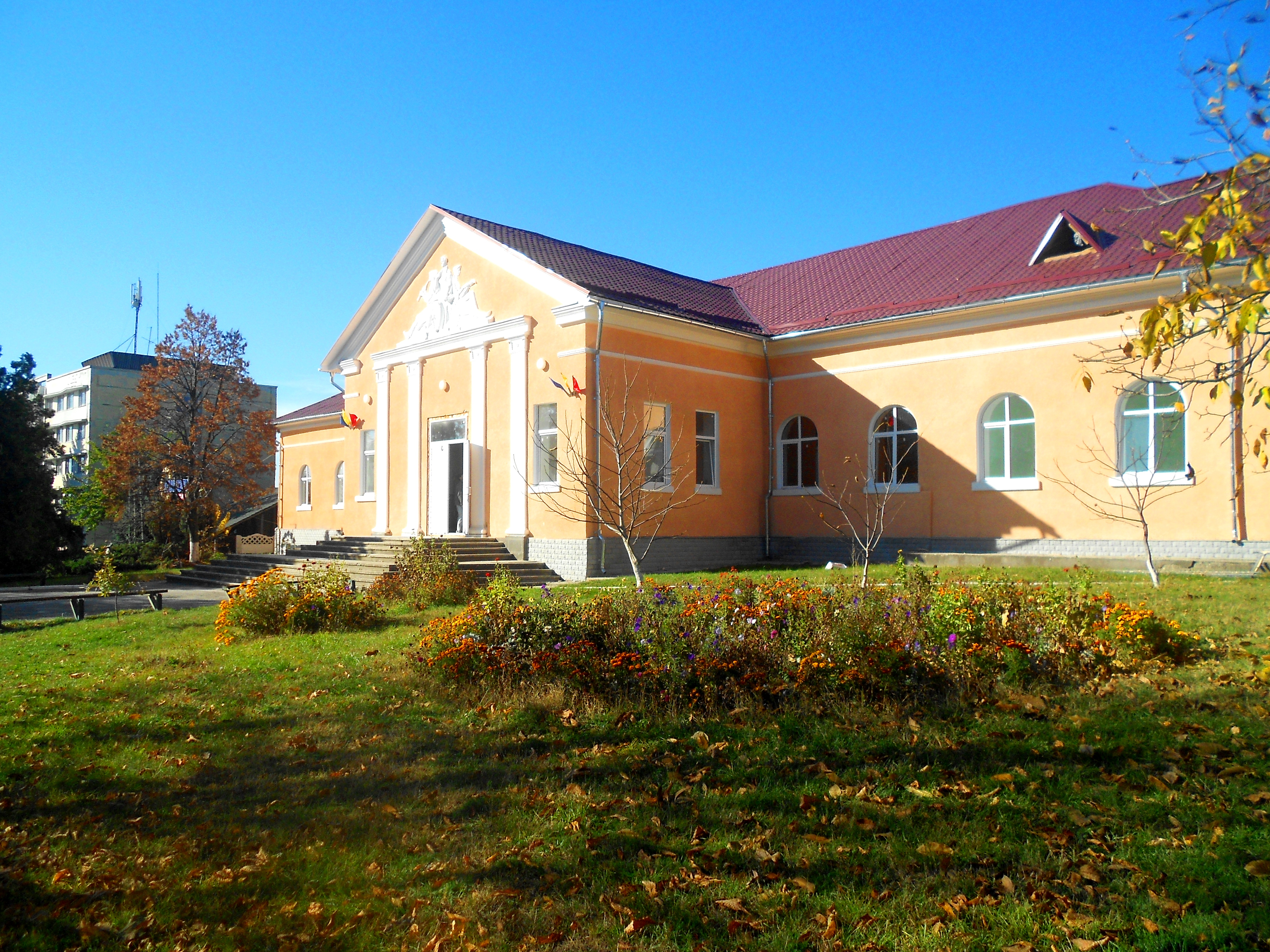
Casa de cultură
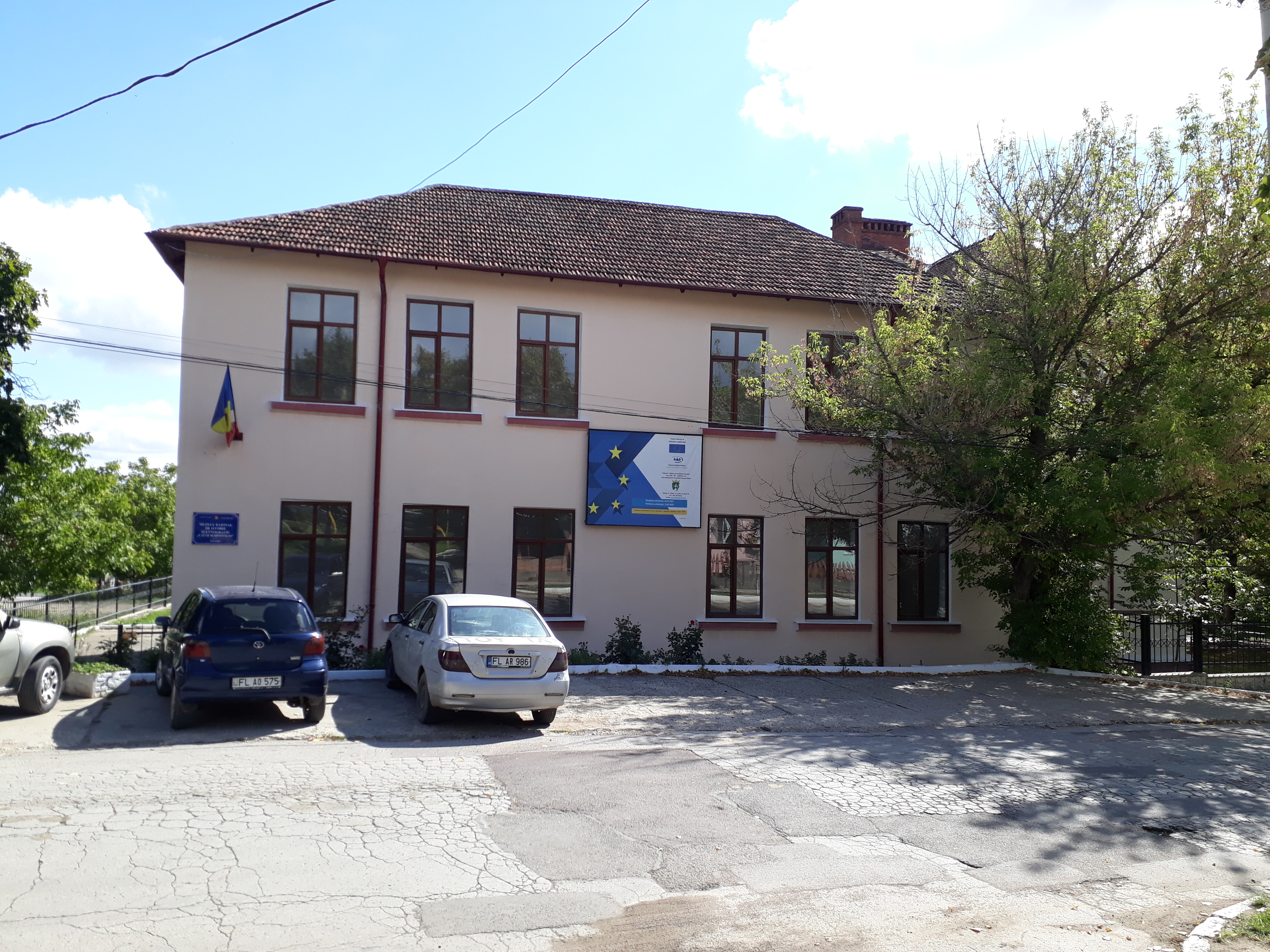
Școala interbelică, în prezent Muzeul de Istorie și Etnografie.
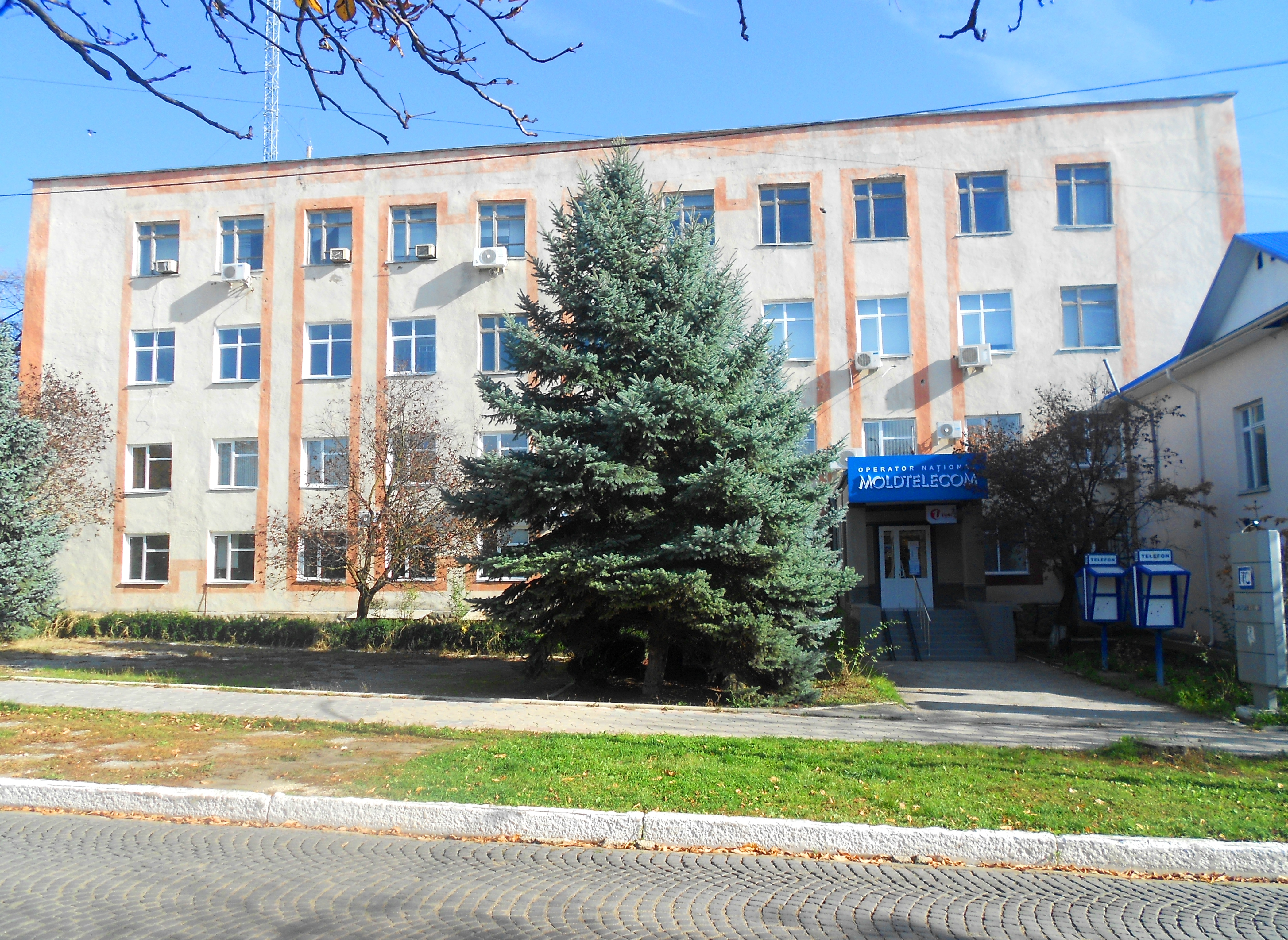
Oficiul Moldtelecom
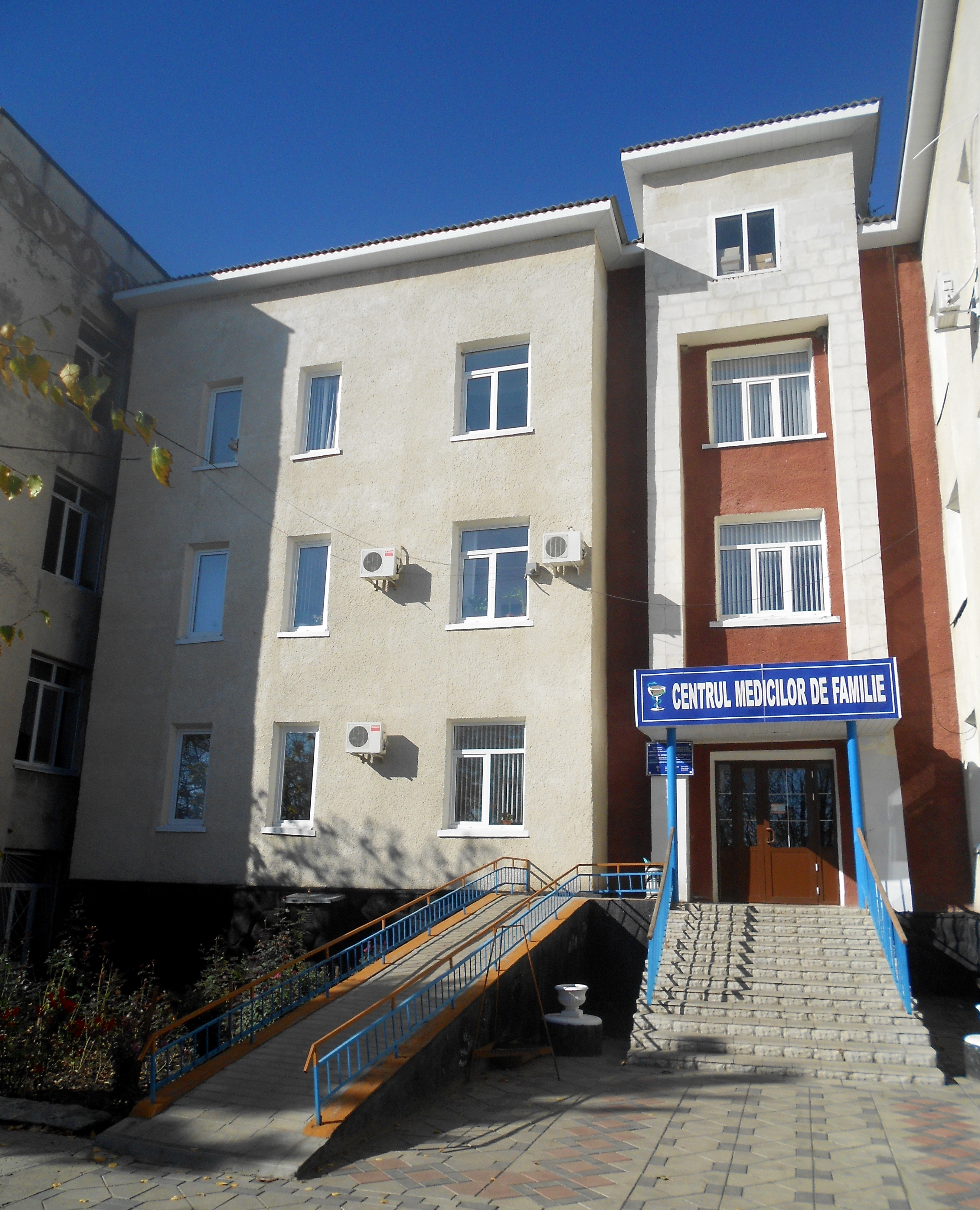
Centrul medicilor de familie
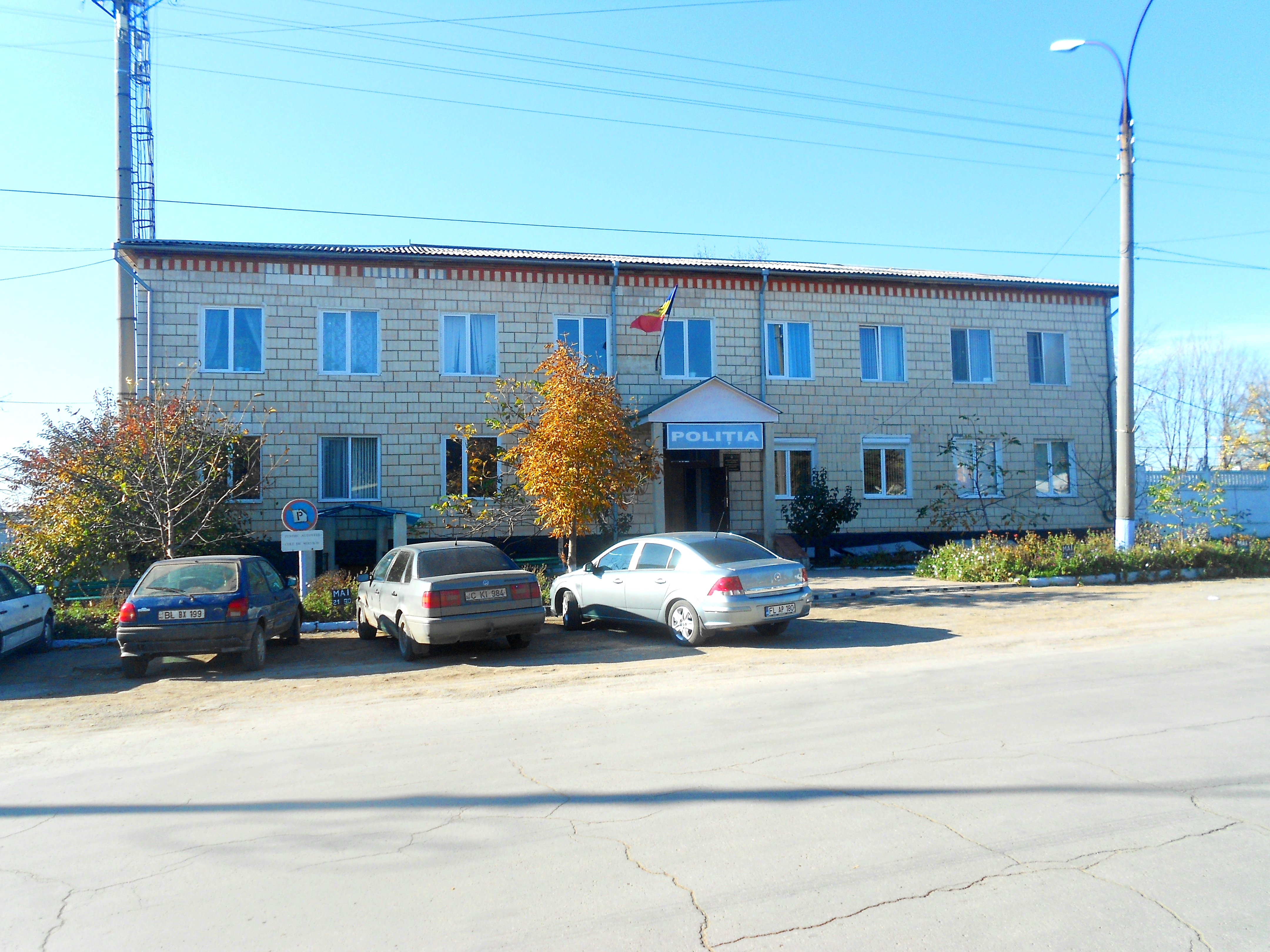
Secția de poliție
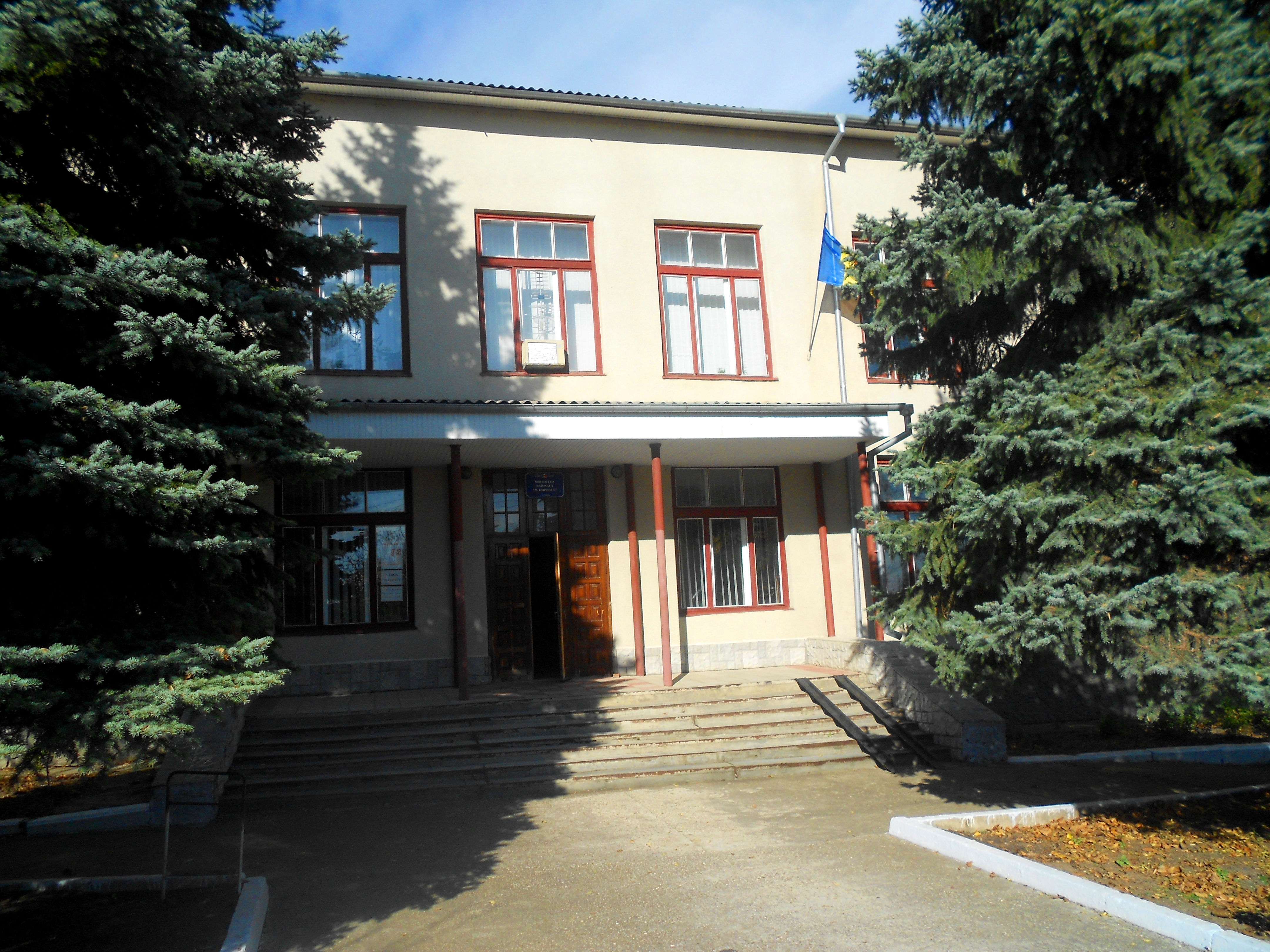
Biblioteca raională
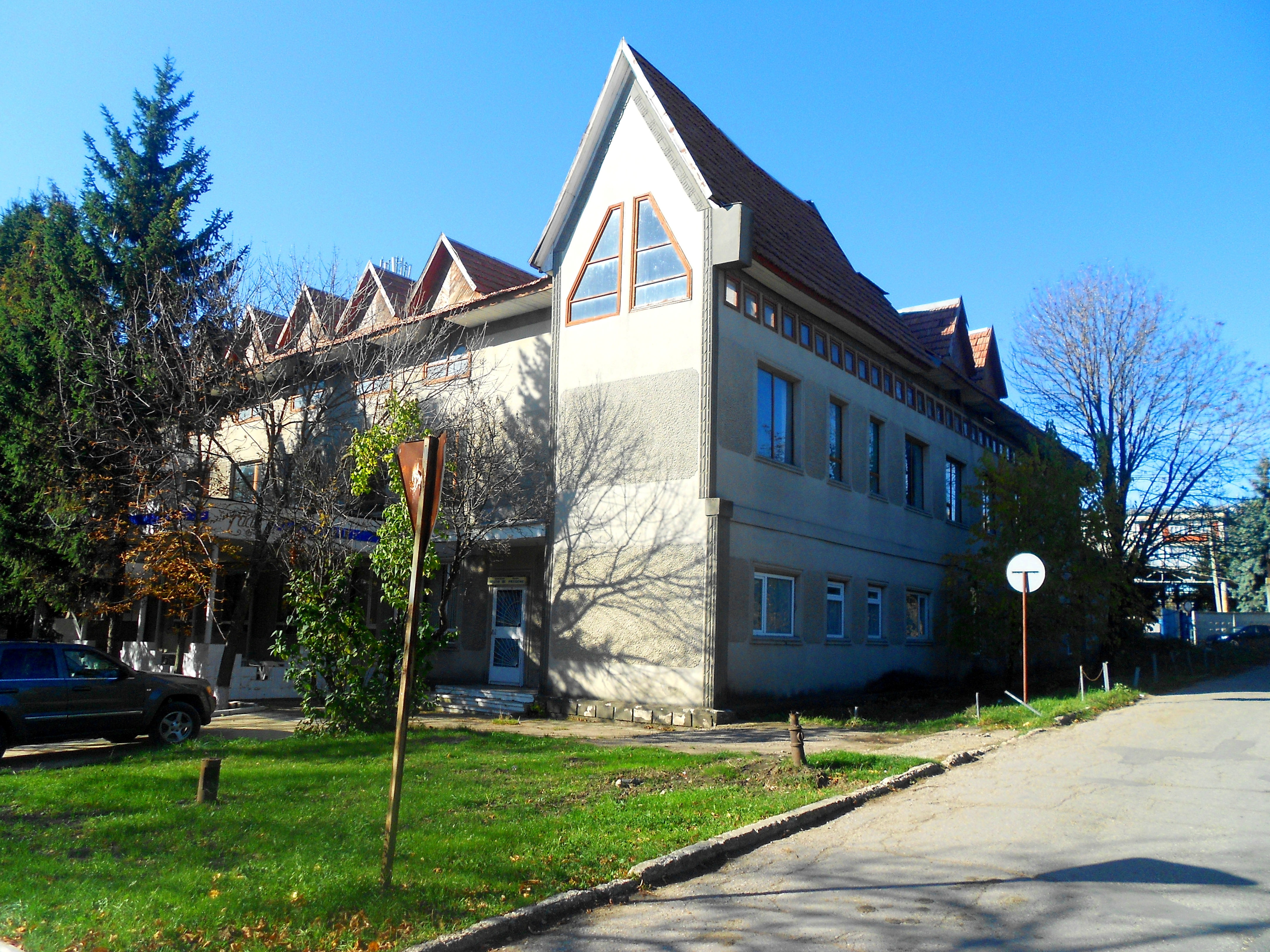
Restaurant „Paradis”
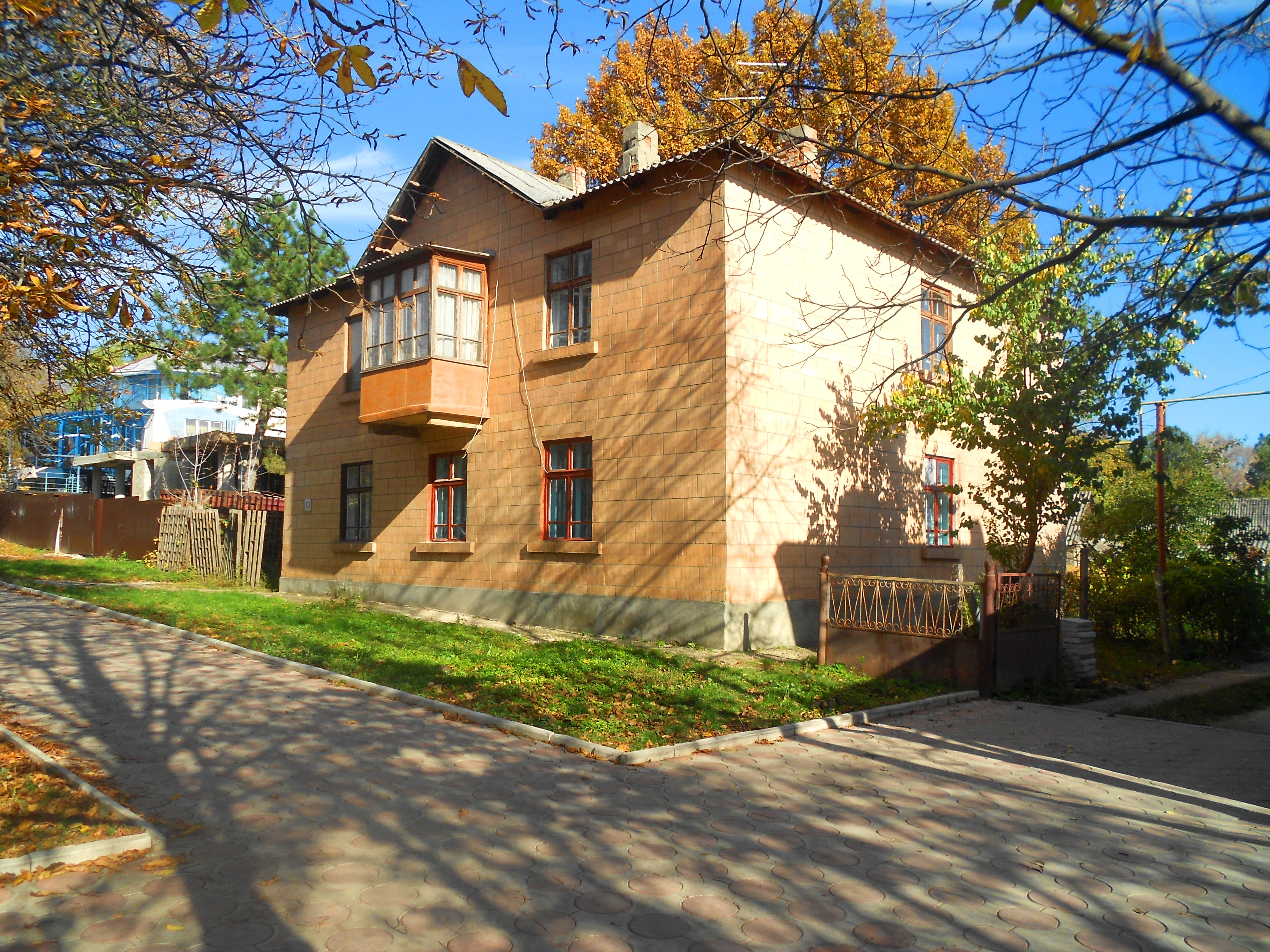
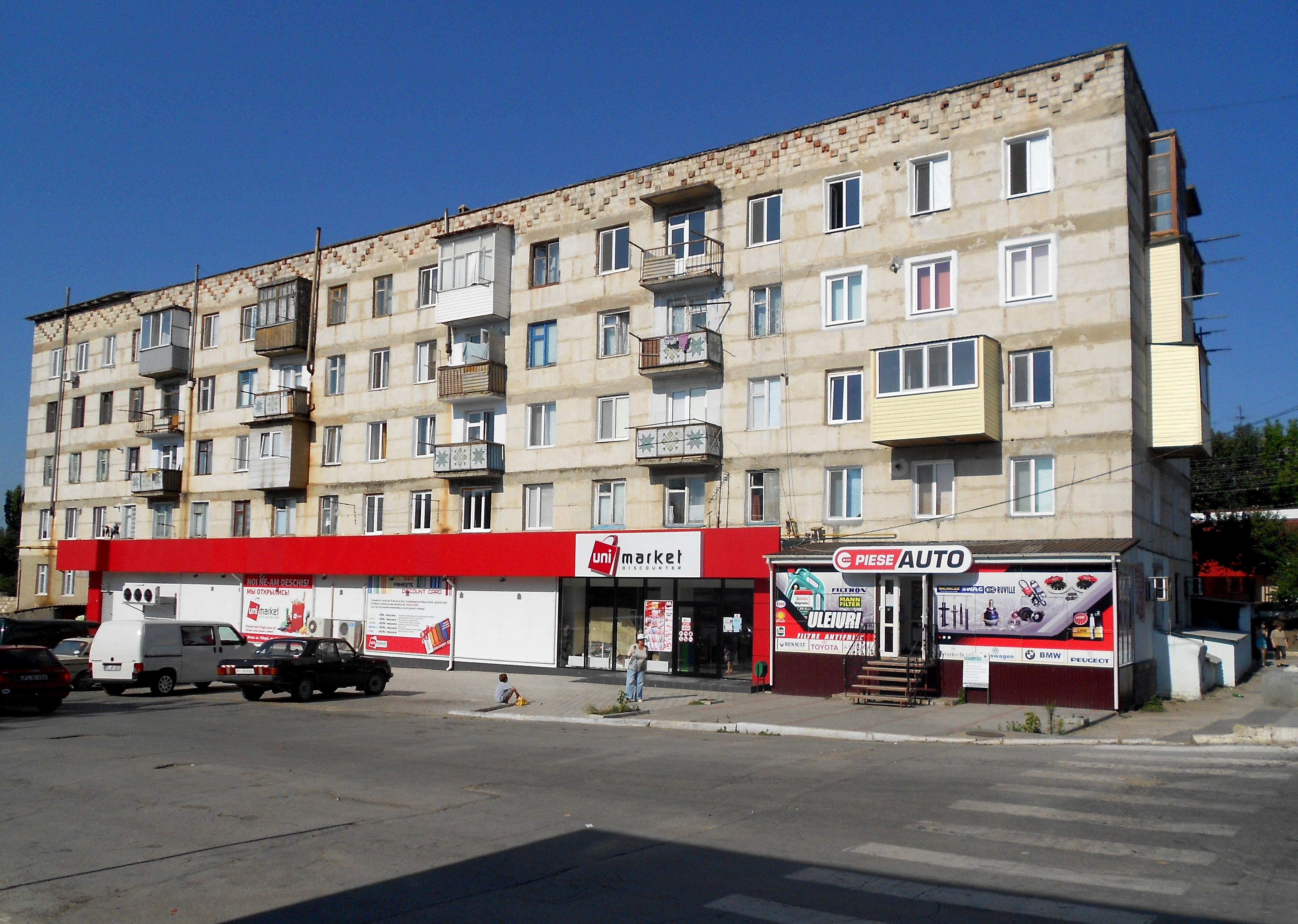
Bloc locativ în stil „funcțional”
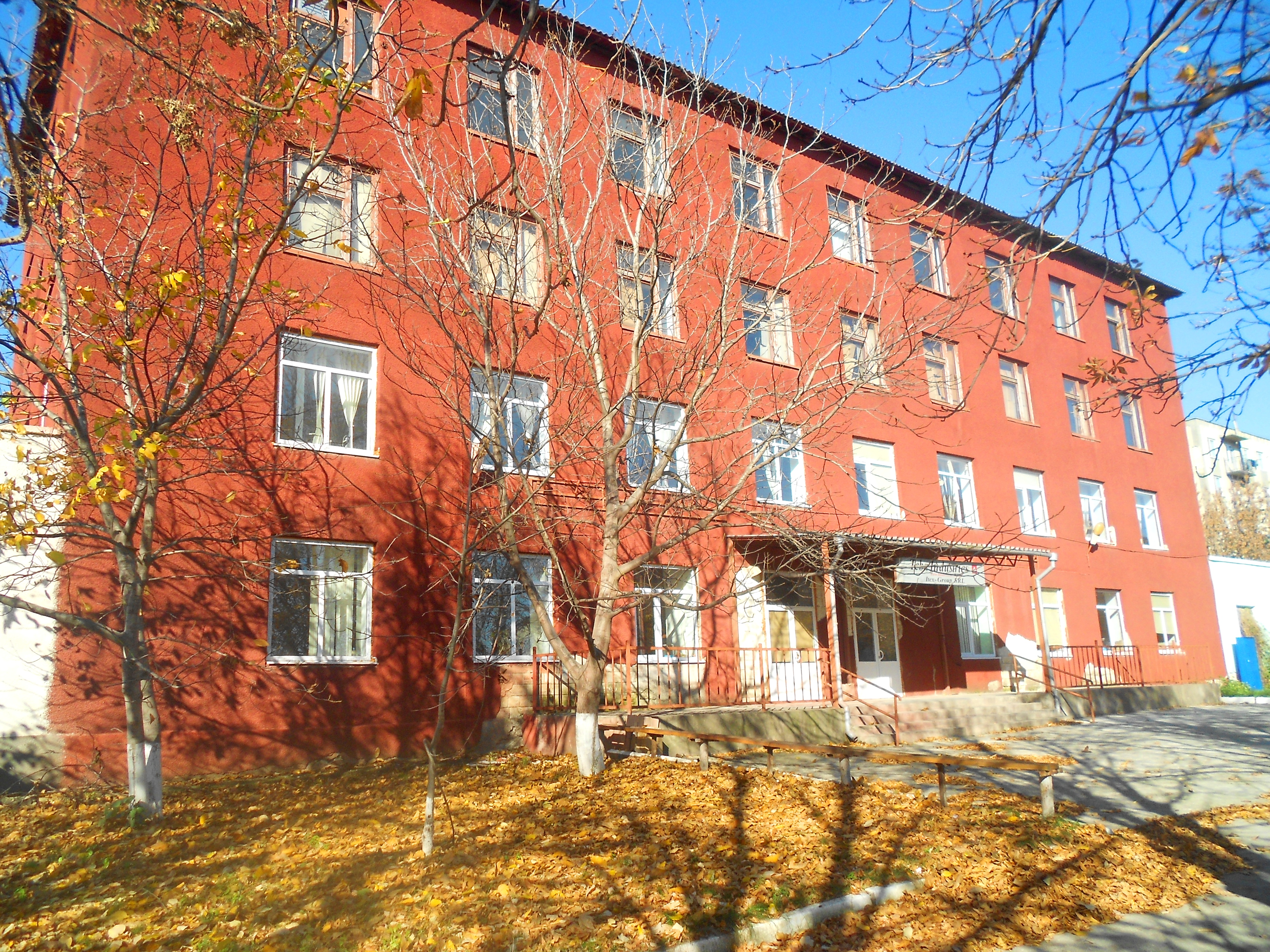
Sediul Teba Industries
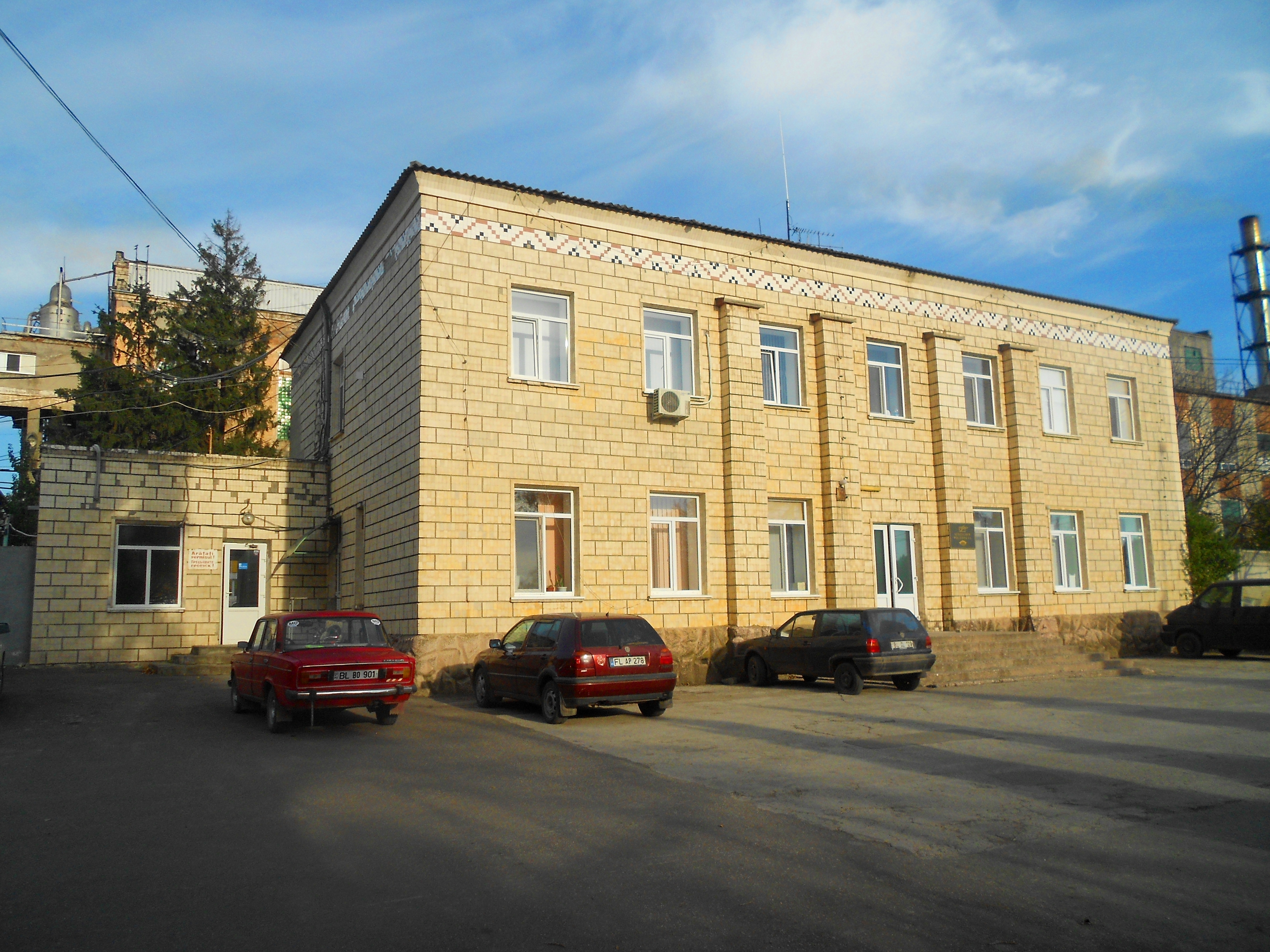
Fabrica de zahăr „Südzucker Moldova”